# 砂防堰堤

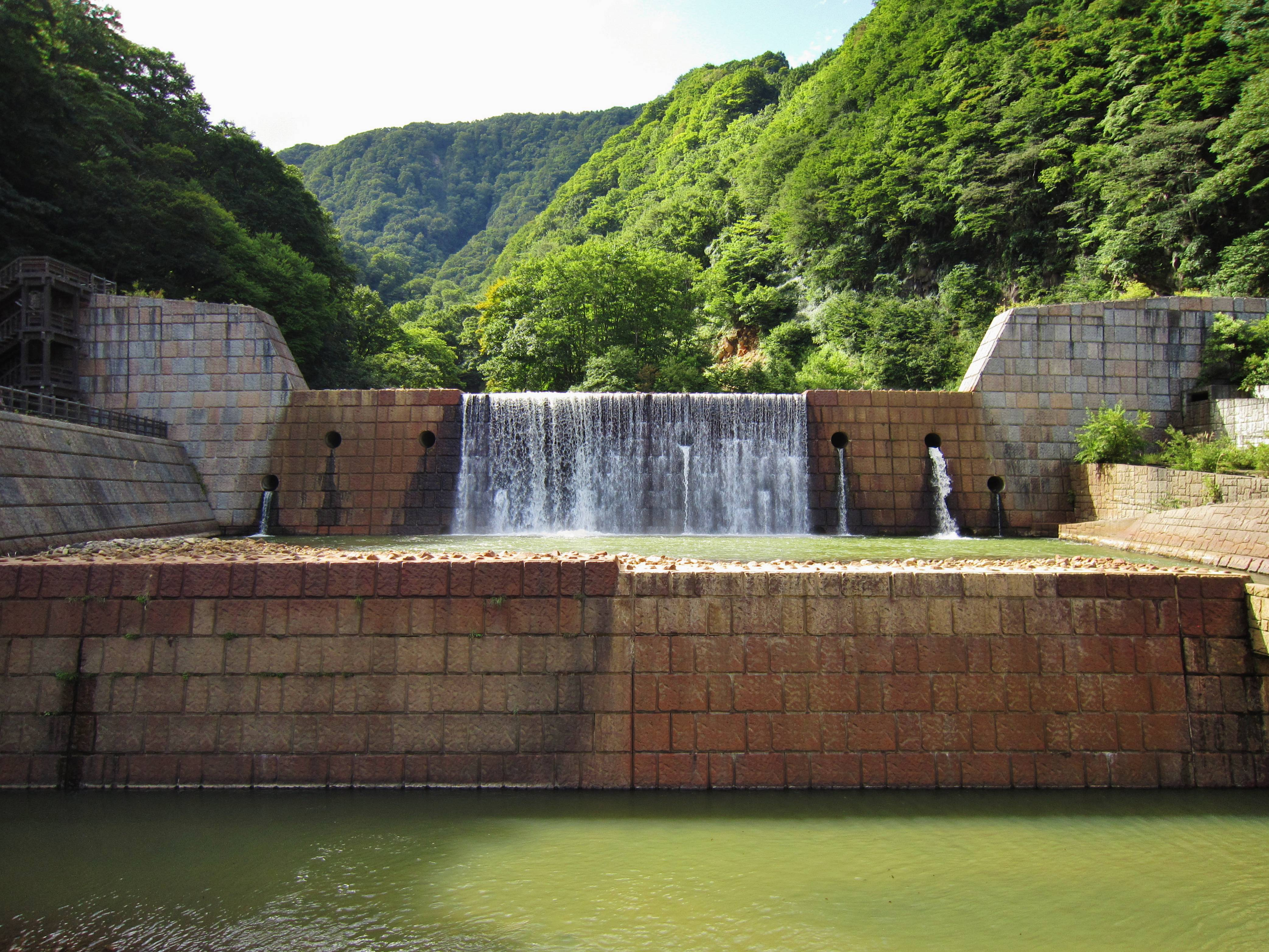
砂防堰堤（新潟県妙高市・長野県信濃町にまたがる関川1号砂防えん堤）

砂防堰堤（さぼうえんてい、英語:Check dam）とは、河川に設置されるダムの一種。「砂防ダム」（さぼうダム）と称されることもある。特に土石流による土砂災害被害の軽減や河床の過度な洗堀を防止することを目的として設置されるダムである。

## 砂防堰堤と治山堰堤
日本においては砂防法に基づき国土交通省が管轄し、各地の地方整備局や都道府県の土木系の部署が建設するものを「砂防堰堤」、森林法に基づき林野庁が管轄し、各地の森林管理署や都道府県の林業系の部署が建設するものと「治山堰堤」（治山ダム）などとして分けるが、管轄する役所が違うだけで構造物の形はほぼ同じである（以下、特に区別する必要がない限り治山ダムも含めて説明する）。治山堰堤の方は「保安林を健全に生育させるために河川の勾配を緩くするためにダムを建設する」という目的で建設されるので、後述のようにメンテナンス面の考え方に砂防堰堤との違いがある。
また、砂防堰堤や治山堰堤の呼び名についても「堰堤工」、「谷止工」、「床固工」などと呼び分ける場合があるが、構造物の形はほぼ同じである。ダムを建設することによって河川の縦断勾配が変化するが、この変化の度合いが大きいものを谷止工、度合いの小さなものを床固工などと言ったりする。また、床固工の場合は下記の袖部天端の勾配を持たせず袖部が水平である場合が多く、見た目にも若干違いがある。

## 構造

### 堤体
砂防堰堤の形は多くで中央部が低くくびれたTシャツのようになっており、中央の低くなった所を水通し（Tシャツでいう首を通す部分、放水路とも呼ばれる）という。水通しの左右はやや高くなっており、これをダムの袖部という（Tシャツでも袖の部分）。袖部には流水を水通しに集める働きがある。また、渓流部に設けられるダムの多くは、袖部の上部（天端部分）は水通しに向かって勾配を付ける。これは水通しの処理能力を超えた流水があった時にも、極力堤体中央部に流水を集めることで袖を打ち込んでいる両岸斜面を流水で浸食されて決壊するという致命的な事故を防ぐ構造上の工夫である。
堤体の横断面は台形であるが、水通しから土石が流れ落ちることでコンクリートや鋼材といった部材が損傷するため、安定計算の許す限り垂直に近い急傾斜に作ることで土石の衝突による損傷を減らすように設計する。安定計算では堤高や重量、完成時点での堤体にかかる土圧と水圧のバランスなどが考慮される。
堤体の高さはダムの貯砂容量に直結する。渓流内に堆積する土砂を受け止め切れるか、土石で満杯になったときに上流側の渓流の勾配を十分緩和することができるかなどで決定する。堤体の厚みは水通しの高さにおける厚みで評価され、渓流内に堆積する転石の大きさを根拠に決定される。土石流の直撃を受けないと判断される場合は堤体の厚みを薄くする場合があり、副堤などではこの考え方で作ることも多い。

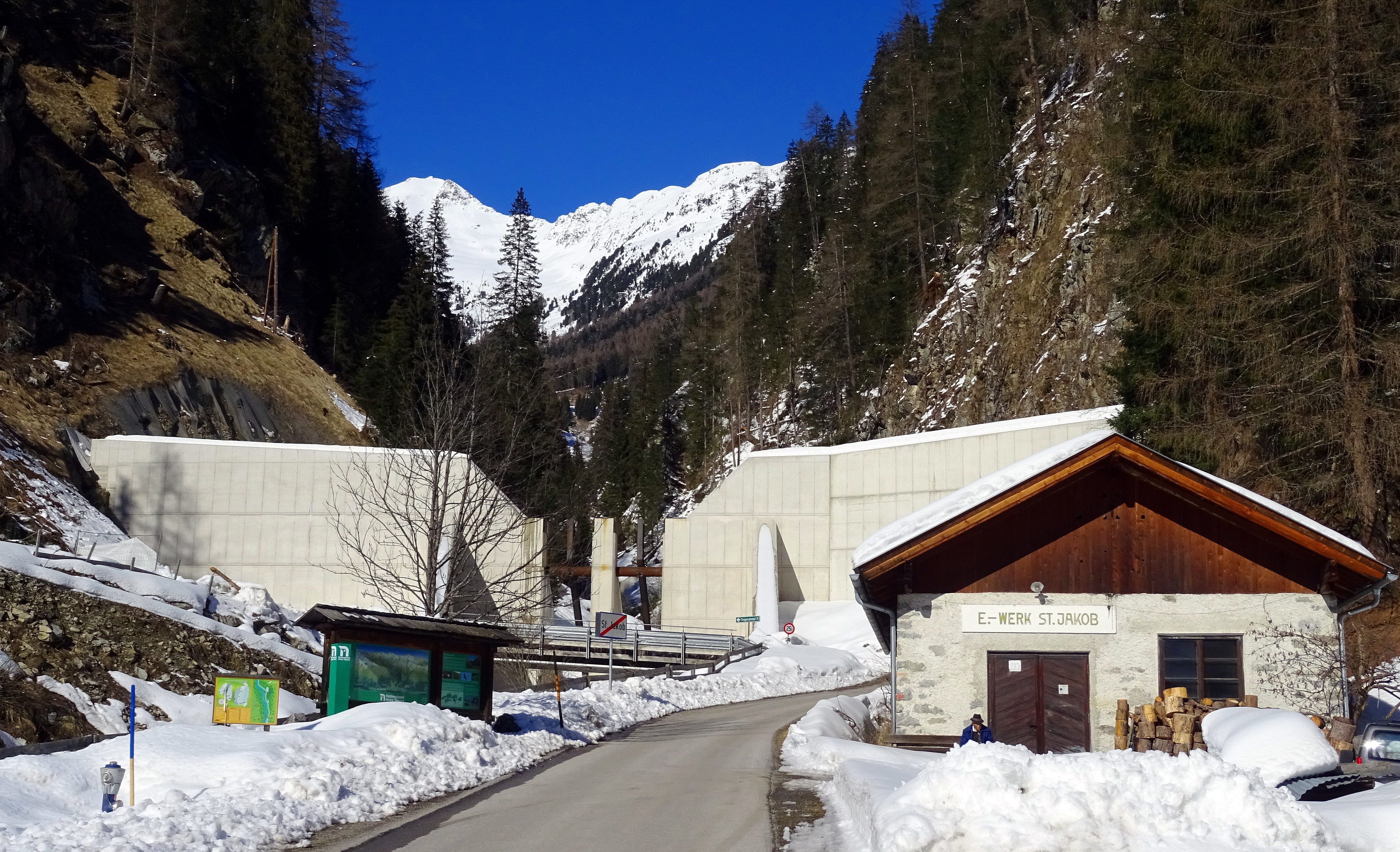
天端部分に傾斜を設けることが多い
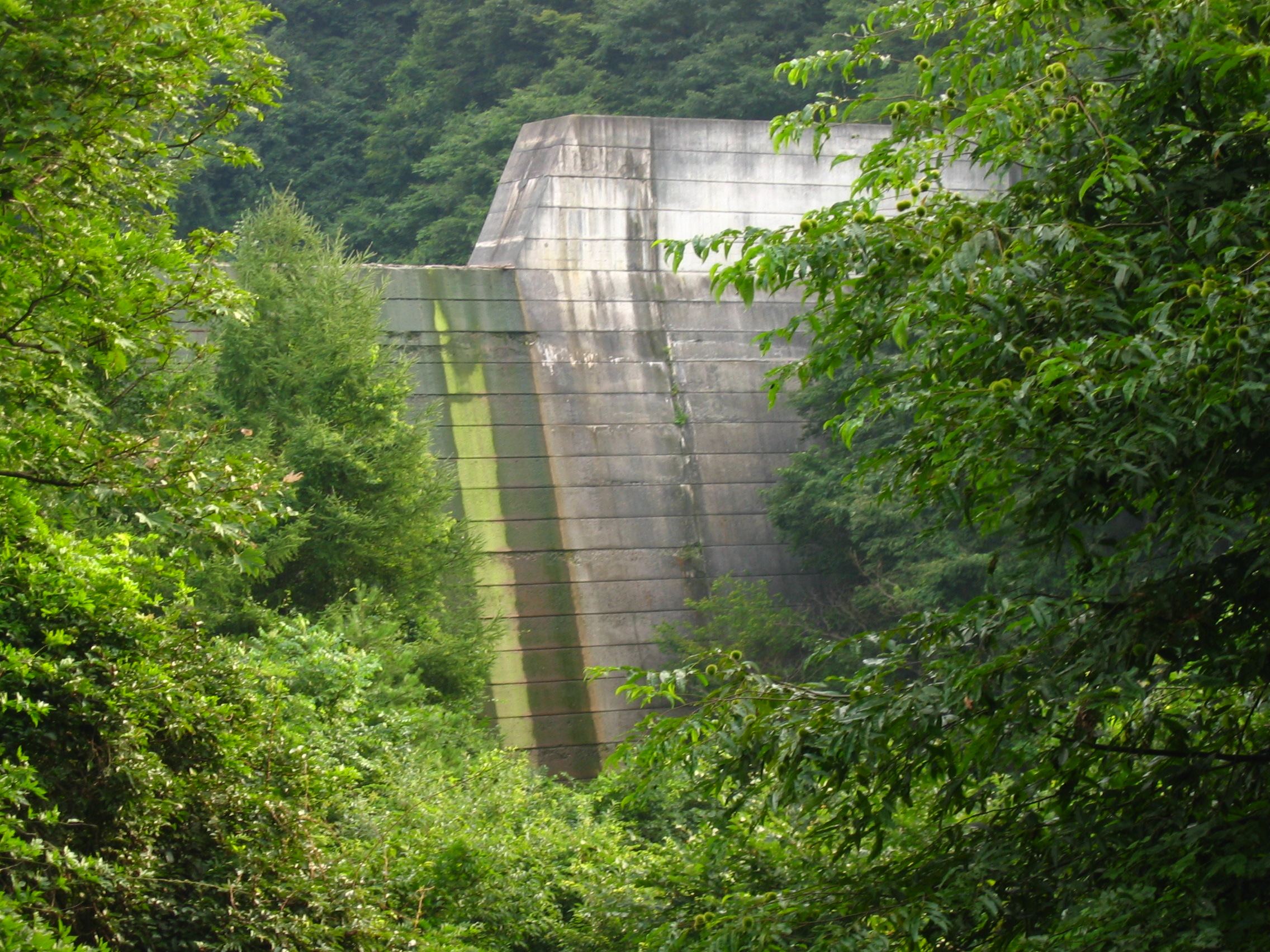
砂防堰堤の堤体は垂直に近い急傾斜で作られる。
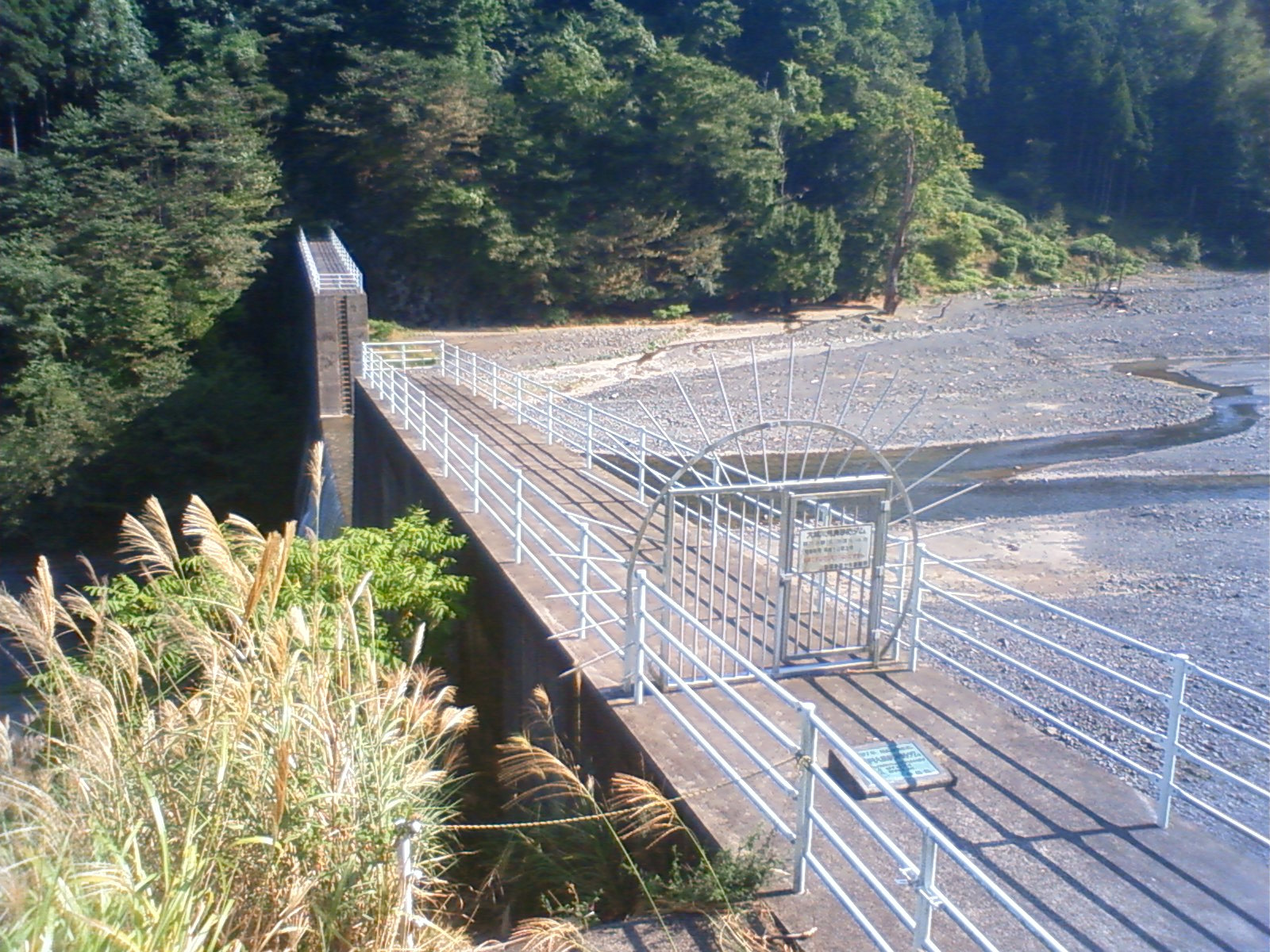
砂防堰堤の上流は堆砂により勾配が緩和される
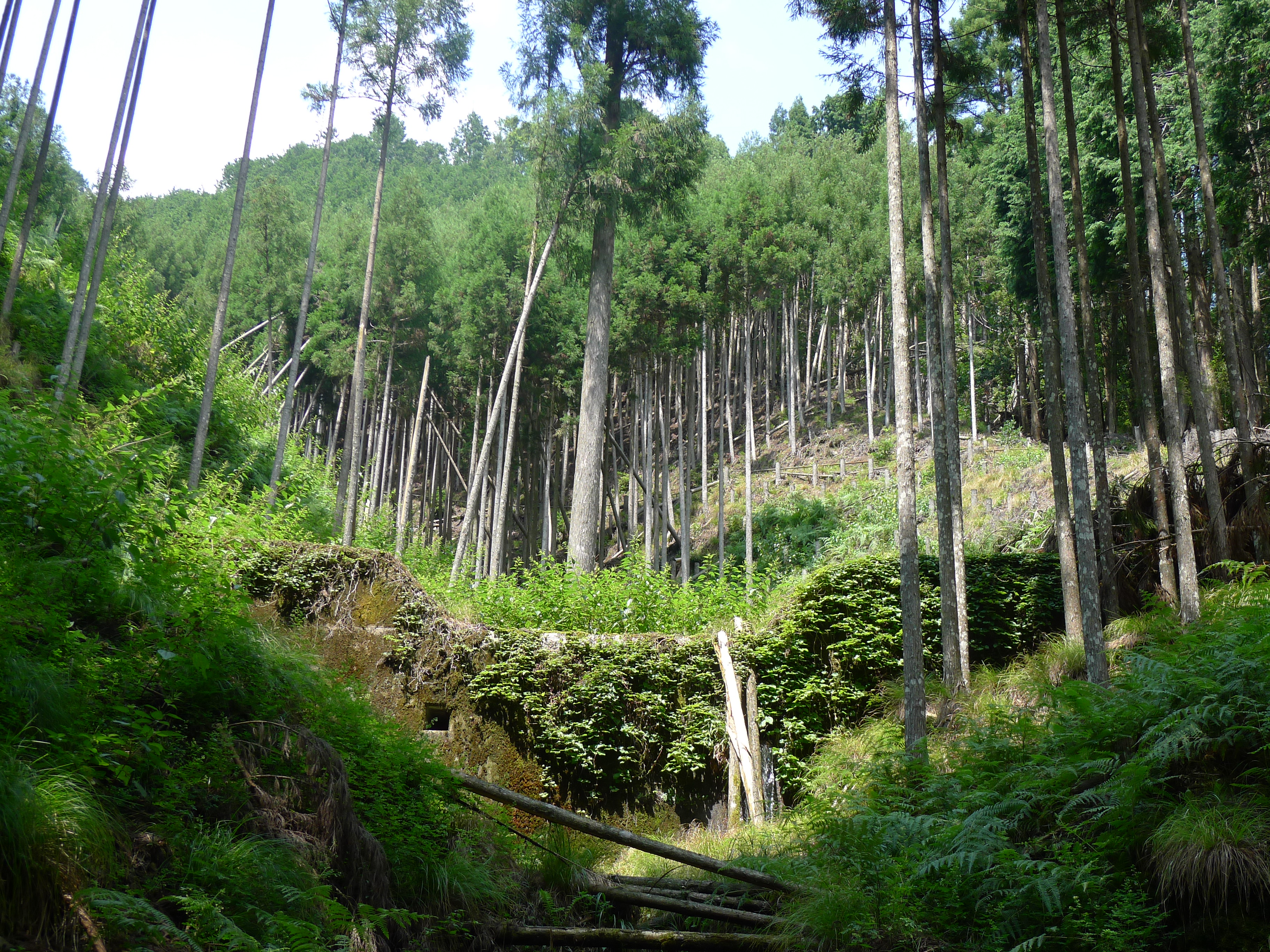
堆砂敷に森林が成立し山と同化した砂防堰堤（治山ダム、京都府）

### 水通し
水通し部分の断面は上底が下底より長い台形型とすることが一般的で、まれに長方形とするものがあるほか、特に流量の多い場所では階段状にすることがある。貯水するダムに見られるゲートなどの洪水調節機能は原則としてない（まれに灌漑用水などの取水のために工夫を施したダムもみられる）。水通しの断面積は最大洪水量を通過させることができるように決定される。前述のように最大洪水量を超えた場合でもある程度は耐えられるように袖部などに工夫を持たしている。
水通しとは別に堤体には大きな水抜き穴も設けられるのが一般的である。これは施工時や浚渫等のメンテナンス時に活用される。

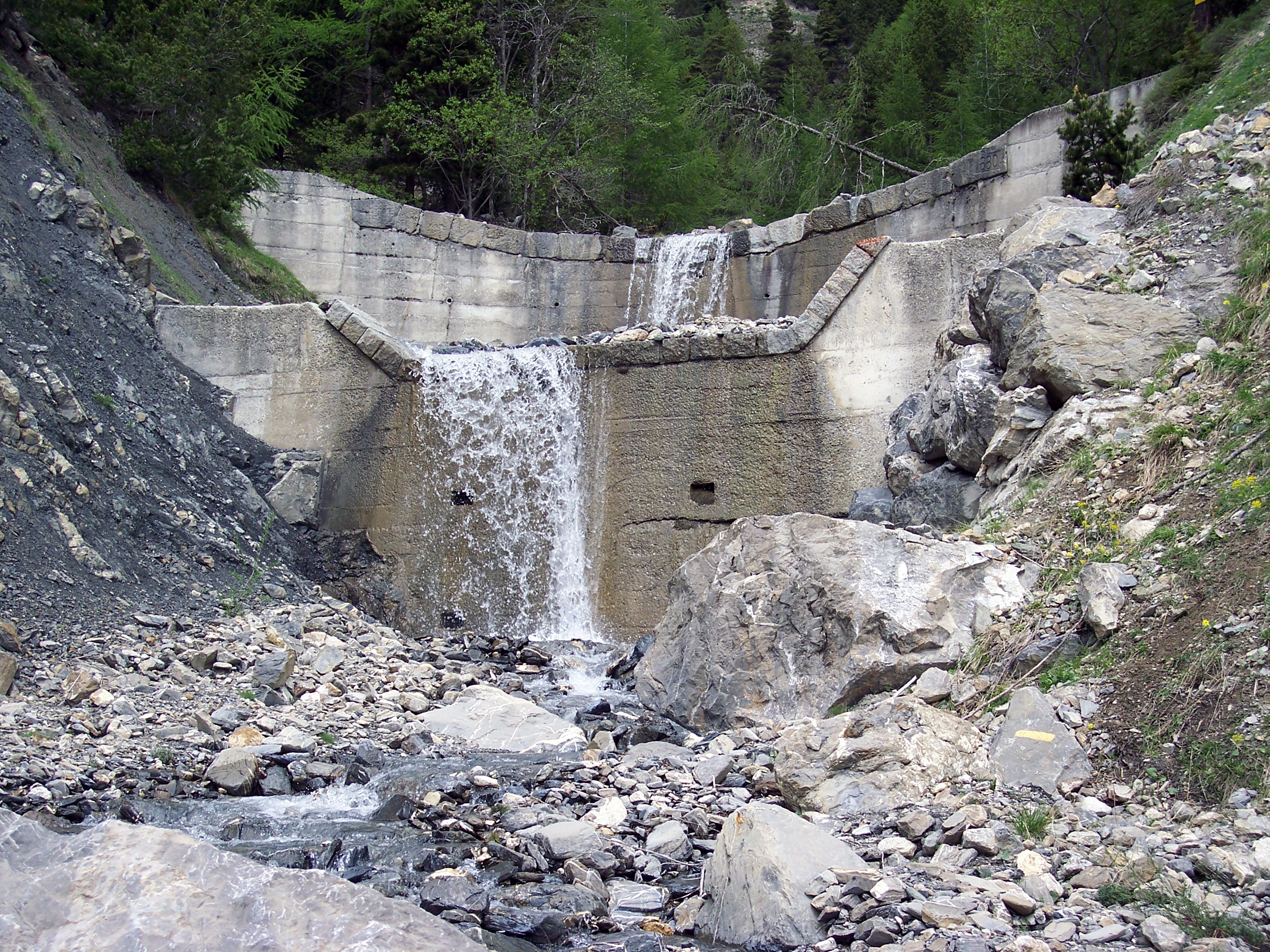
水通しから排水する砂防堰堤（フランス）
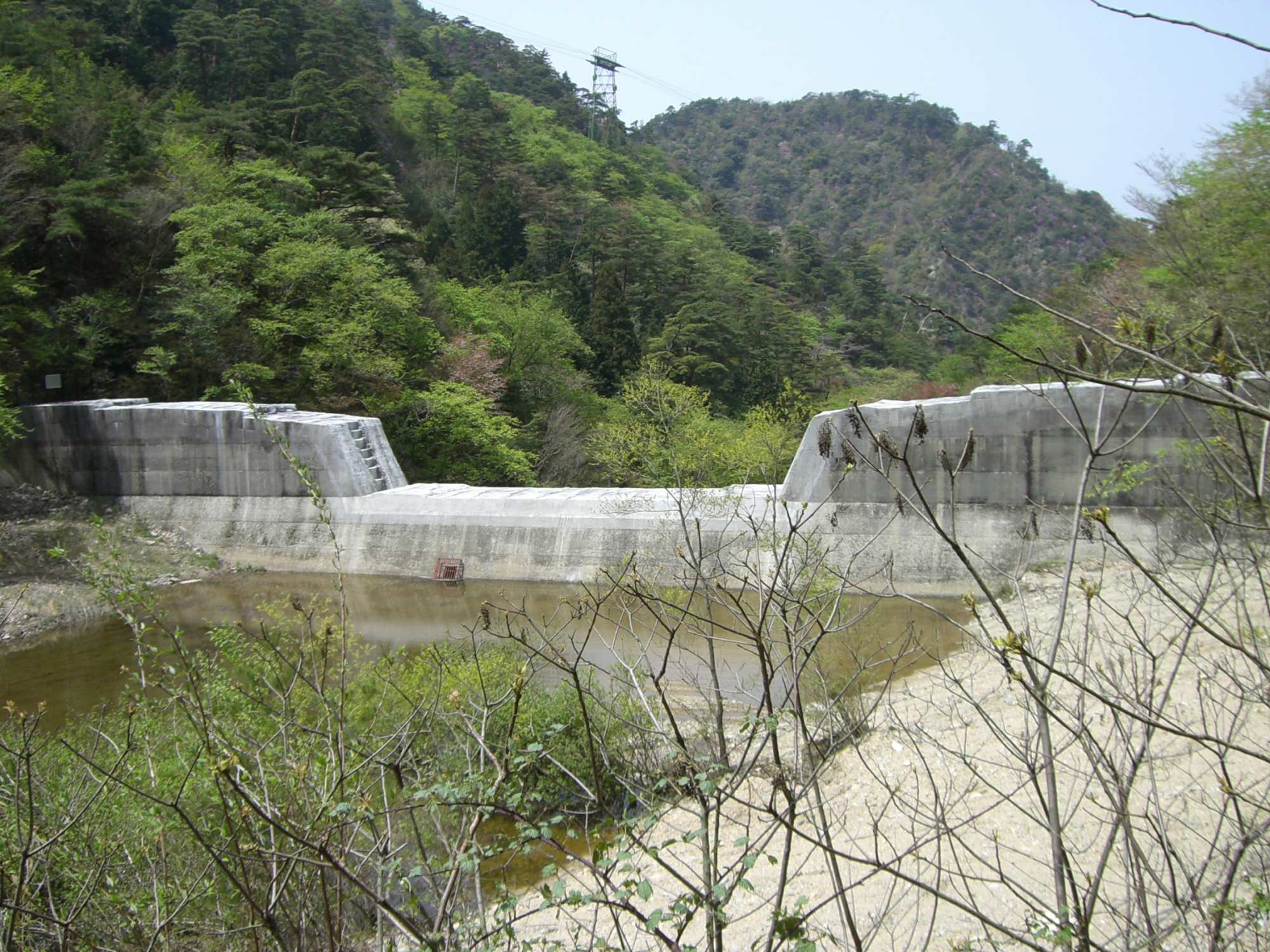
階段状の水通しと袖部を持つ砂防堰堤（兵庫県六甲山）
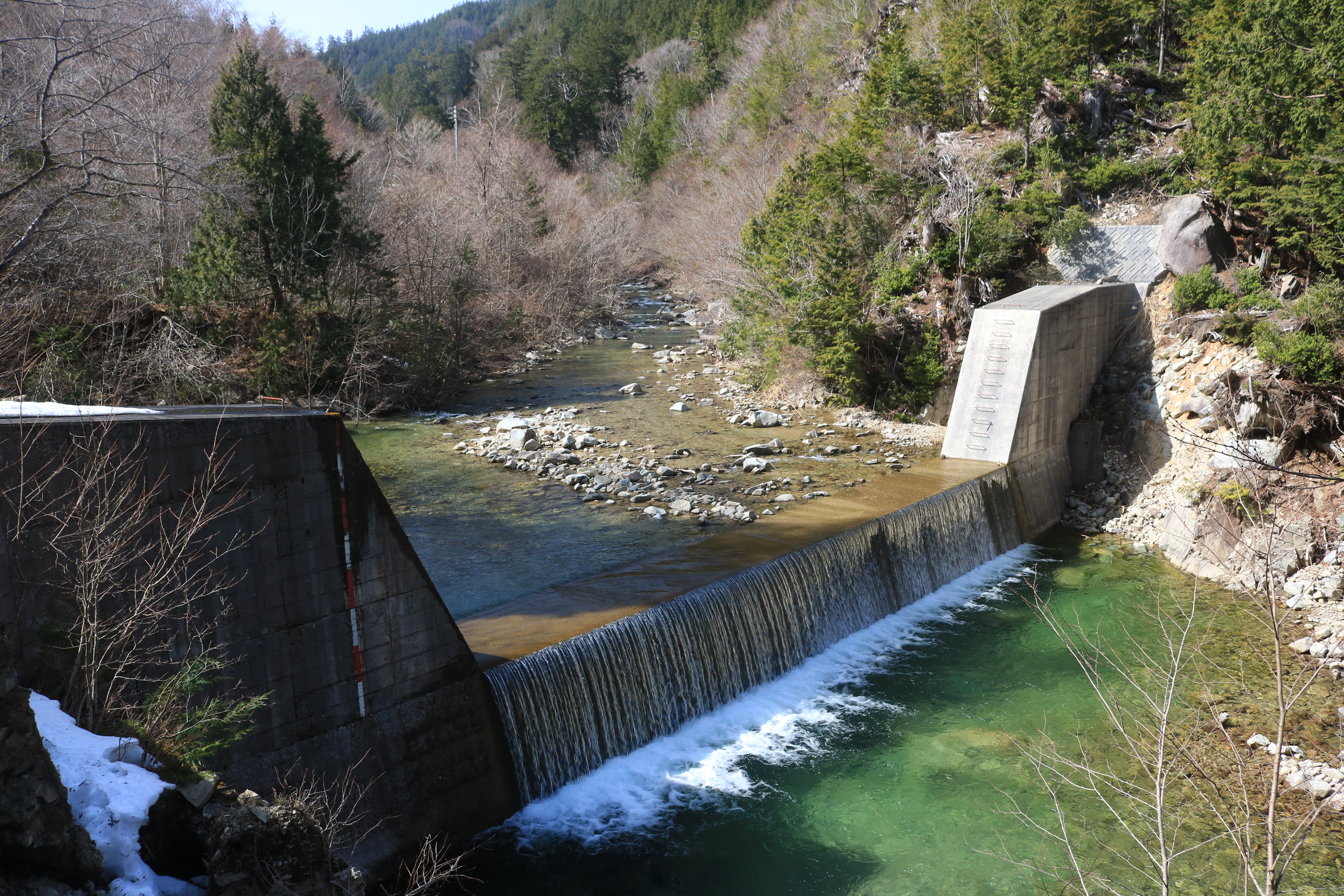
水通しは上底の長い台形である（岐阜県）
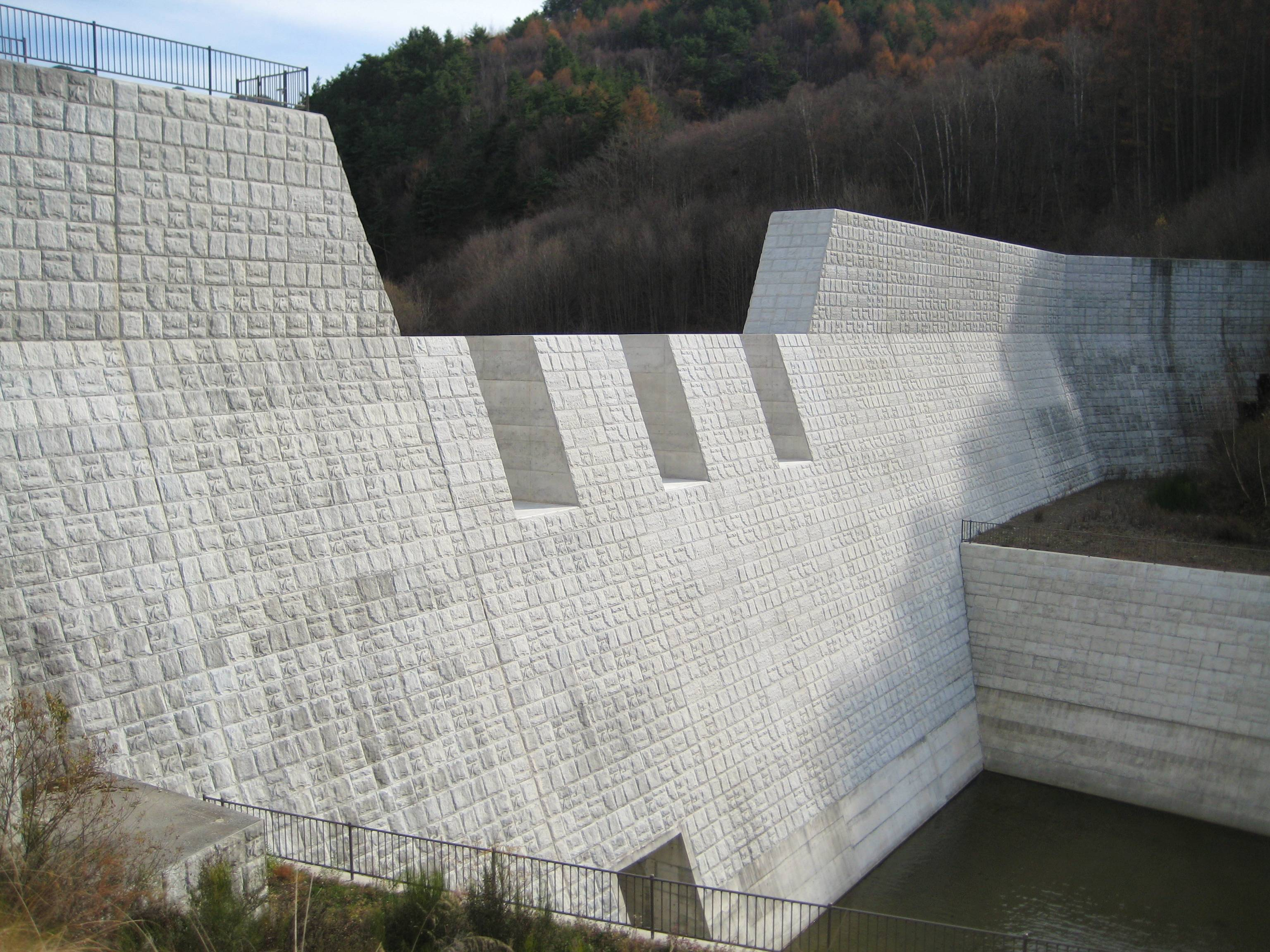
流木対策と見られる独特な水通しを持った砂防堰堤（長野県）
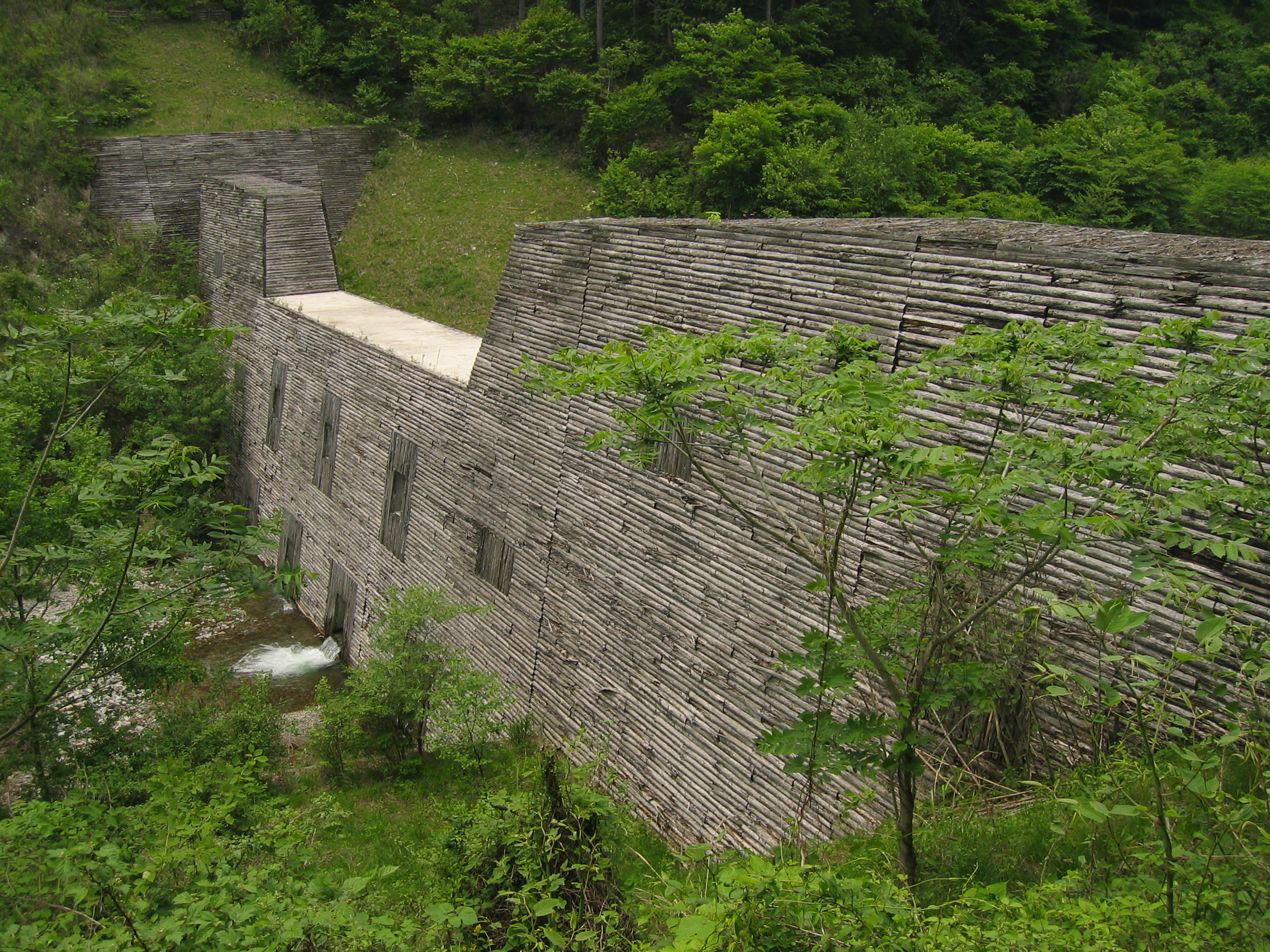
貯砂容量に余裕があり水抜き孔から排水する砂防堰堤
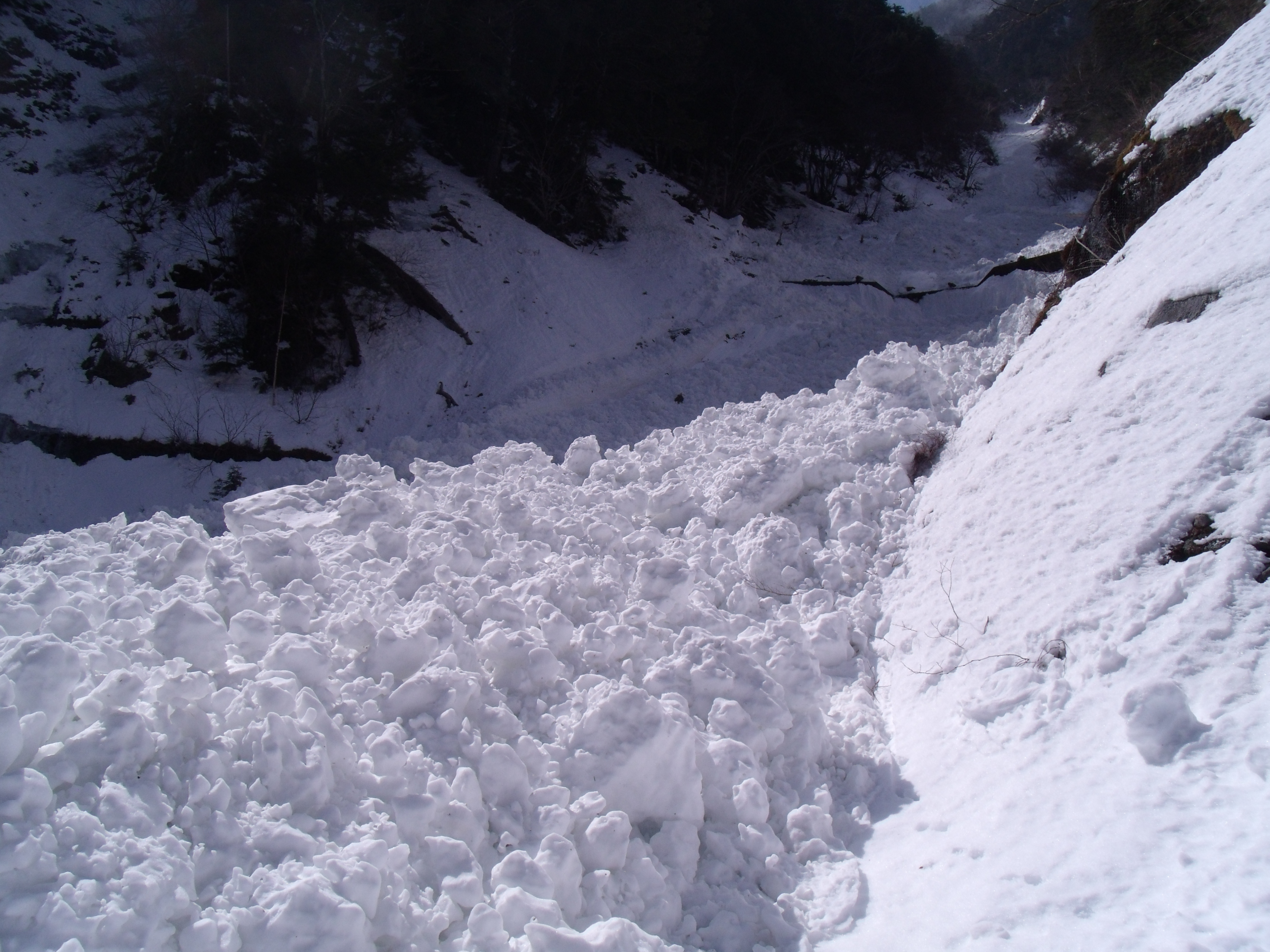
雪崩が通過した砂防堰堤

### 材質
ダムの材質ではコンクリートが最も多く、ダムはコンクリートの重量で自立している（重力式コンクリートダム）。これは生コン工場での大量生産によるコスト面の低さ、型枠さえ組んでしまえば誰にでも扱いやすいという施工性の高さ、数十年は耐える耐久性などの点で多くの場所で最適となるからである。ビルなどと違いダムは一般に鉄筋は使わずに無筋コンクリート構造物に分類されるが、打設面と打設面の間（打継目）を連結するためだけに短い鉄筋（挿筋などと呼ばれる）を用いる場合が多い。なお、この鉄筋すら用いず上下の打設面を凹凸状に組み合わせることで連結し完全な無筋構造物としたものもある（型枠保持のためのセパレーターなどコンクリートが固まるときに内部に残される微小な金属部品を除く）。
ただし、コンクリートの重量に耐えられない軟弱地盤の箇所や不等沈下の程度の大きい場所、コンクリートダムが貯水することで地下水位が変位し、ダム周辺の斜面で地すべりを誘発するような個所では、多少の変形に耐え排水性にも優れる鋼材などで作った枠の中に石を詰め込むタイプ（鋼製枠、鋼製自在枠などと呼ばれる）なども使われる。鋼製枠では現場で発生した残土や転石を内部に詰めることができるものも存在し、残土処理や生コン工場の場所にとらわれない点からもメリットが大きいが、コスト面でコンクリートには及ばず主流の工法にはなっていない。また、鋼材の腐食がダムの強度に大きく影響するので、酸性度の強い温泉地帯などでも一般に使用されない。鋼製枠によく似たものに木材を使った枠や、鉄線を編んだ籠を使う蛇篭（フトン籠ともいう）で作られたダムもあるが、腐食や強度の面で劣り鋼製枠やコンクリートのような大きなダムには使われず小さいものにとどまる。
1950年代くらいまではコンクリートが高価かつ、技術のある石工が多く人件費も安かったこともあり、石積による石垣タイプなどもよく見られた。石だけを使った空積方式の他に目地にコンクリートを使った練積方式もみられる。

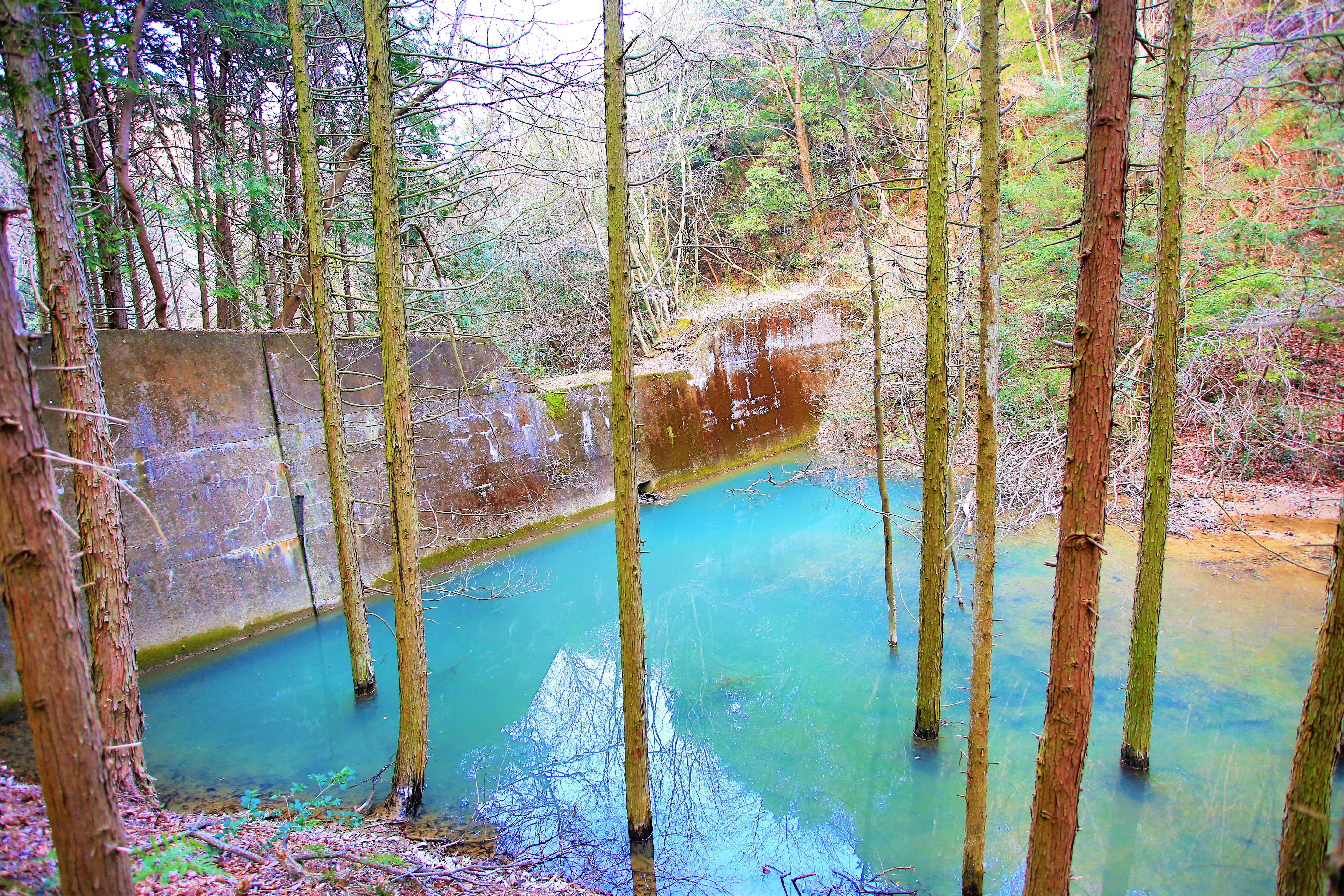
コンクリート製の不透過ダムは貯水性が高い
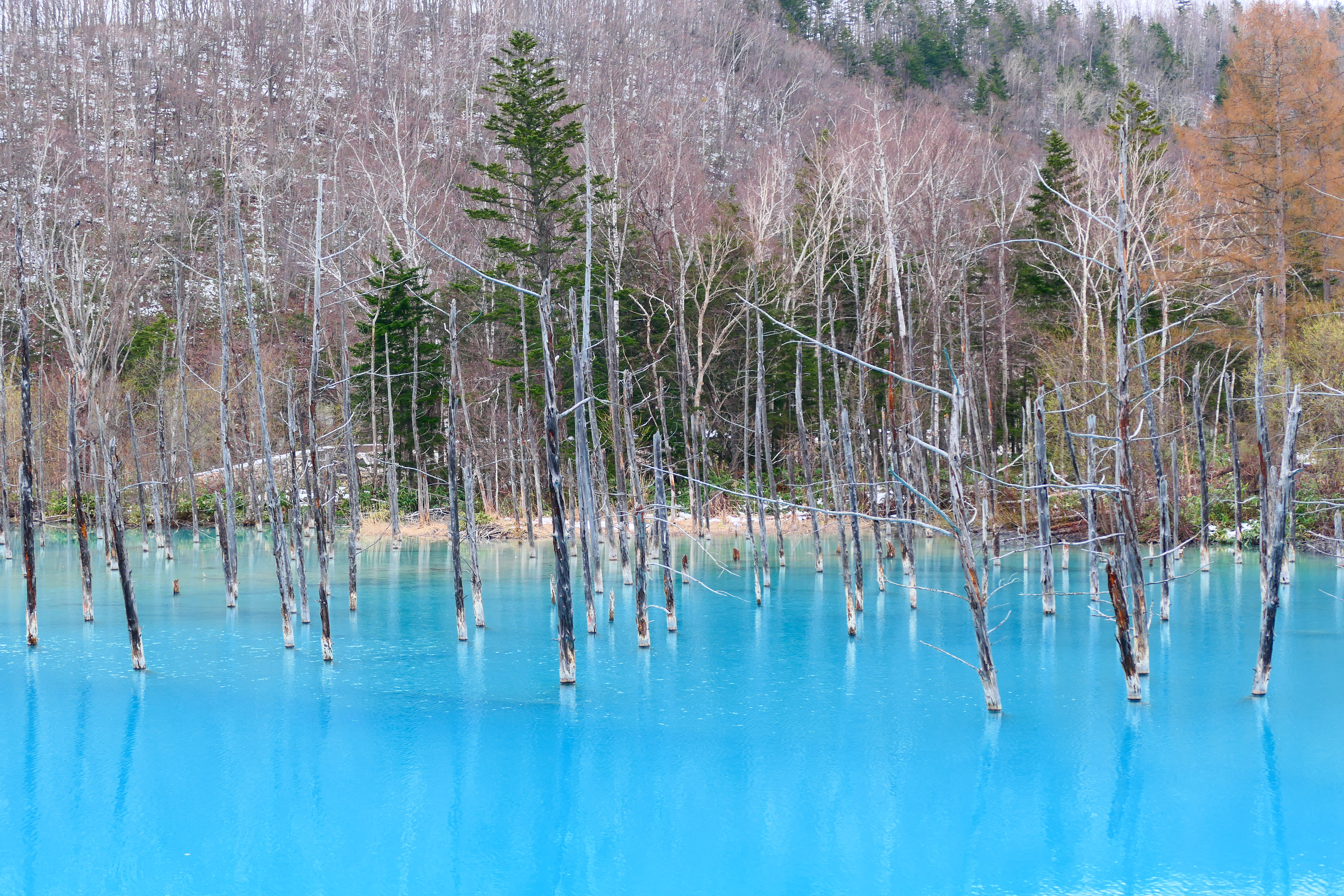
北海道美瑛町の観光名所「青い池」は砂防堰堤への貯水で生まれた名所である
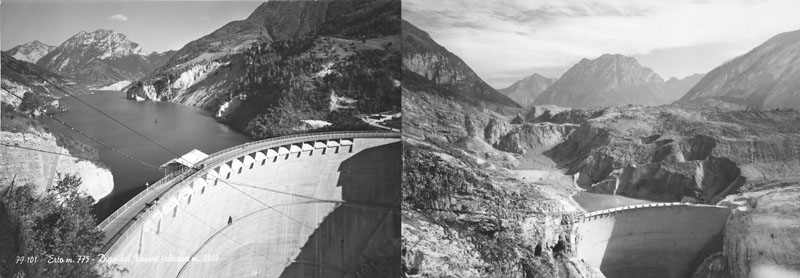
ダムへの貯水が一因となり大規模な地すべりが発生したバイオントダム（イタリア）
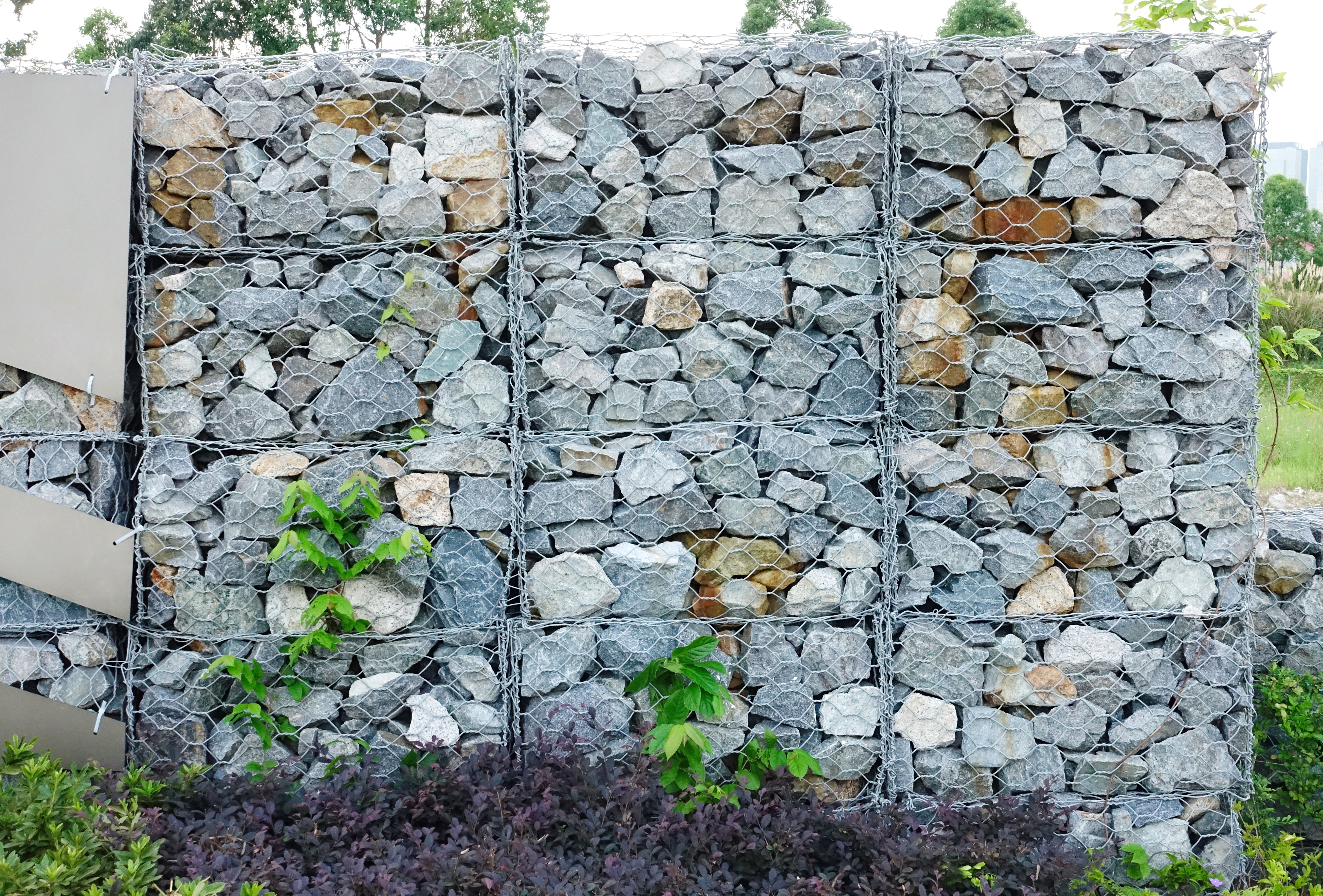
参考：石を詰めた蛇篭（英:gabion）。これで小さなダムを作ることもあるが、ダム直下に洗堀防止のため置くことのほうが多い。
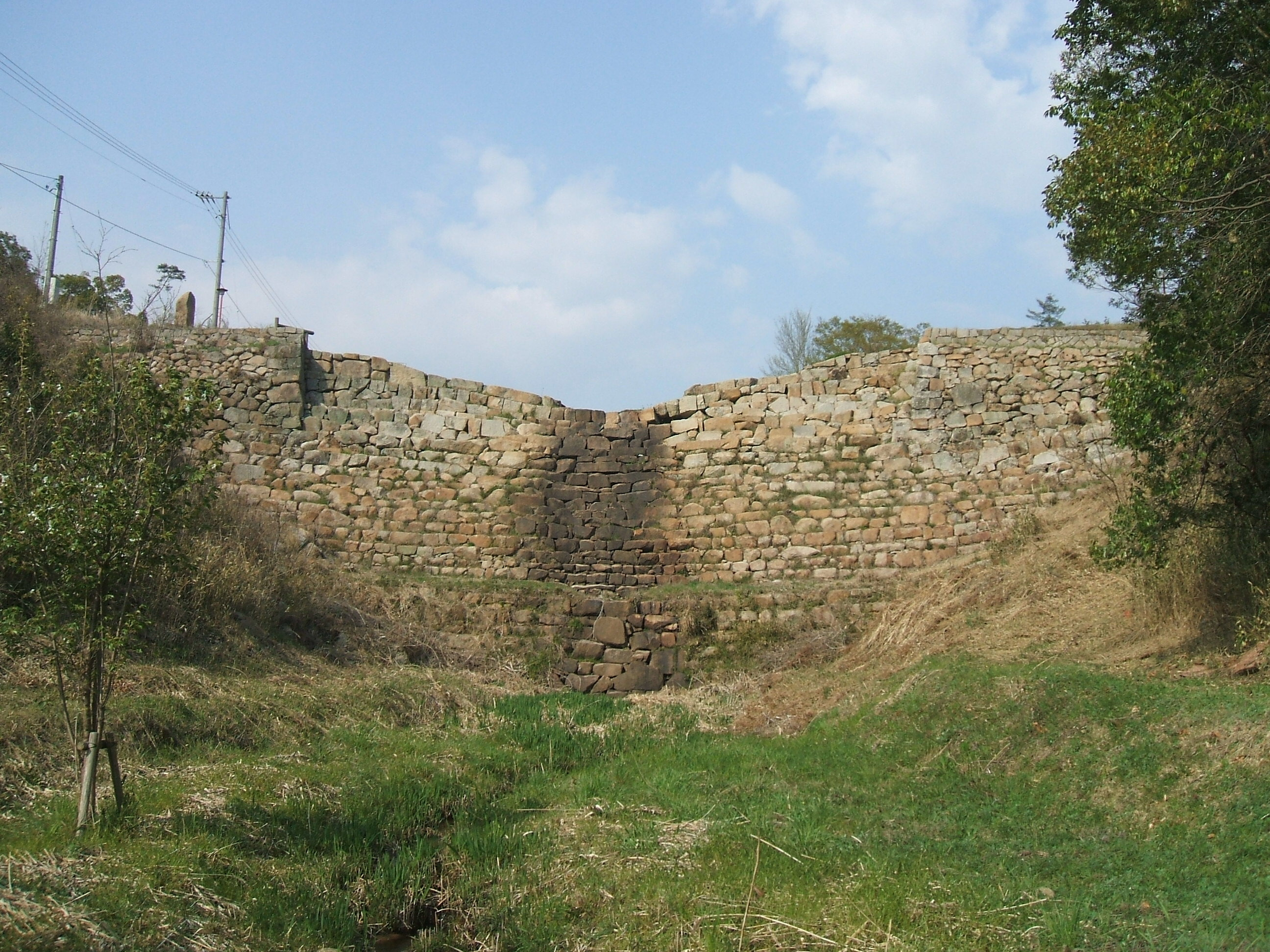
福山藩の砂留と呼ばれる石積みの砂防堰堤（広島県）
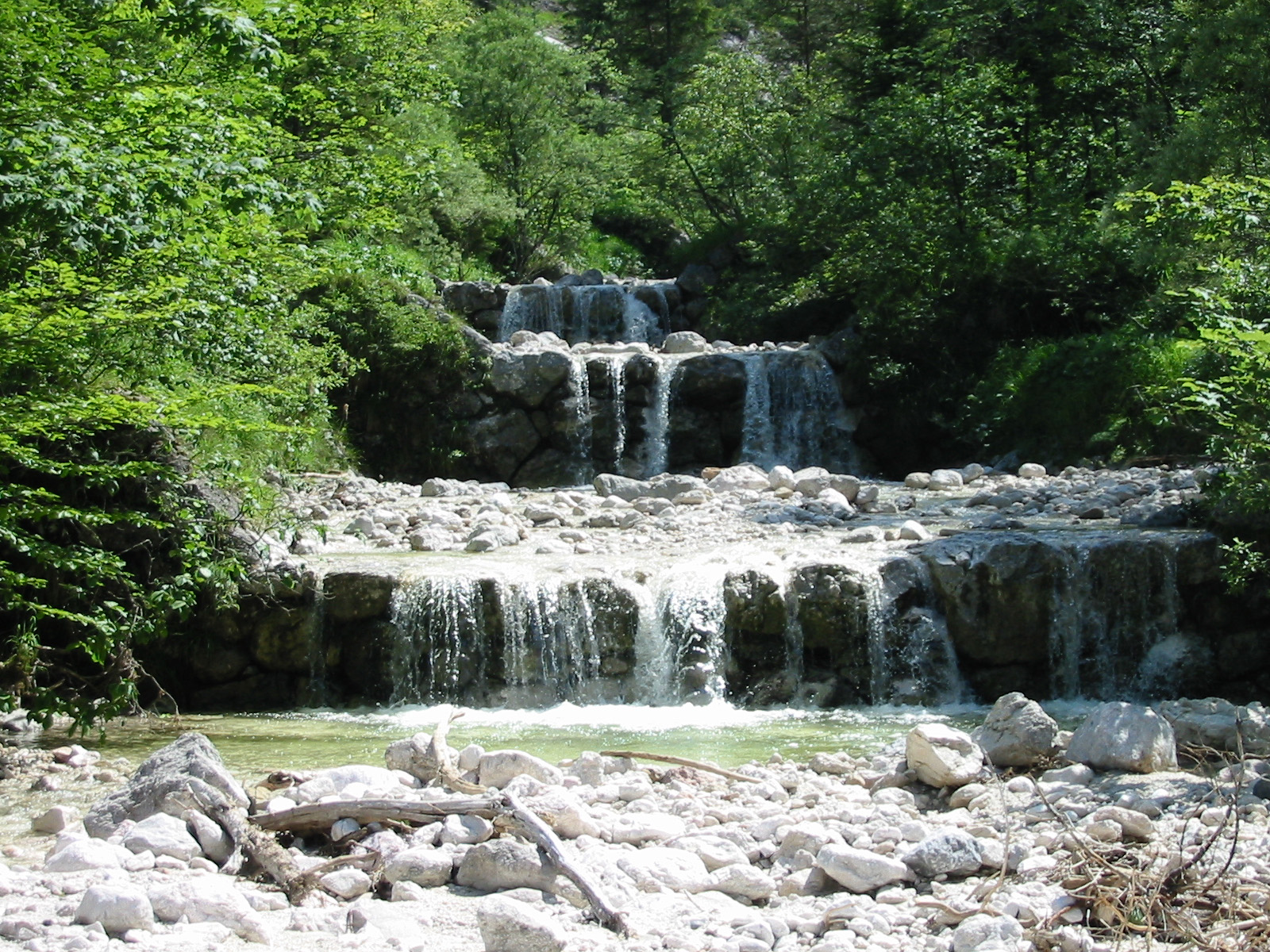
石積みの砂防堰堤（ドイツ）
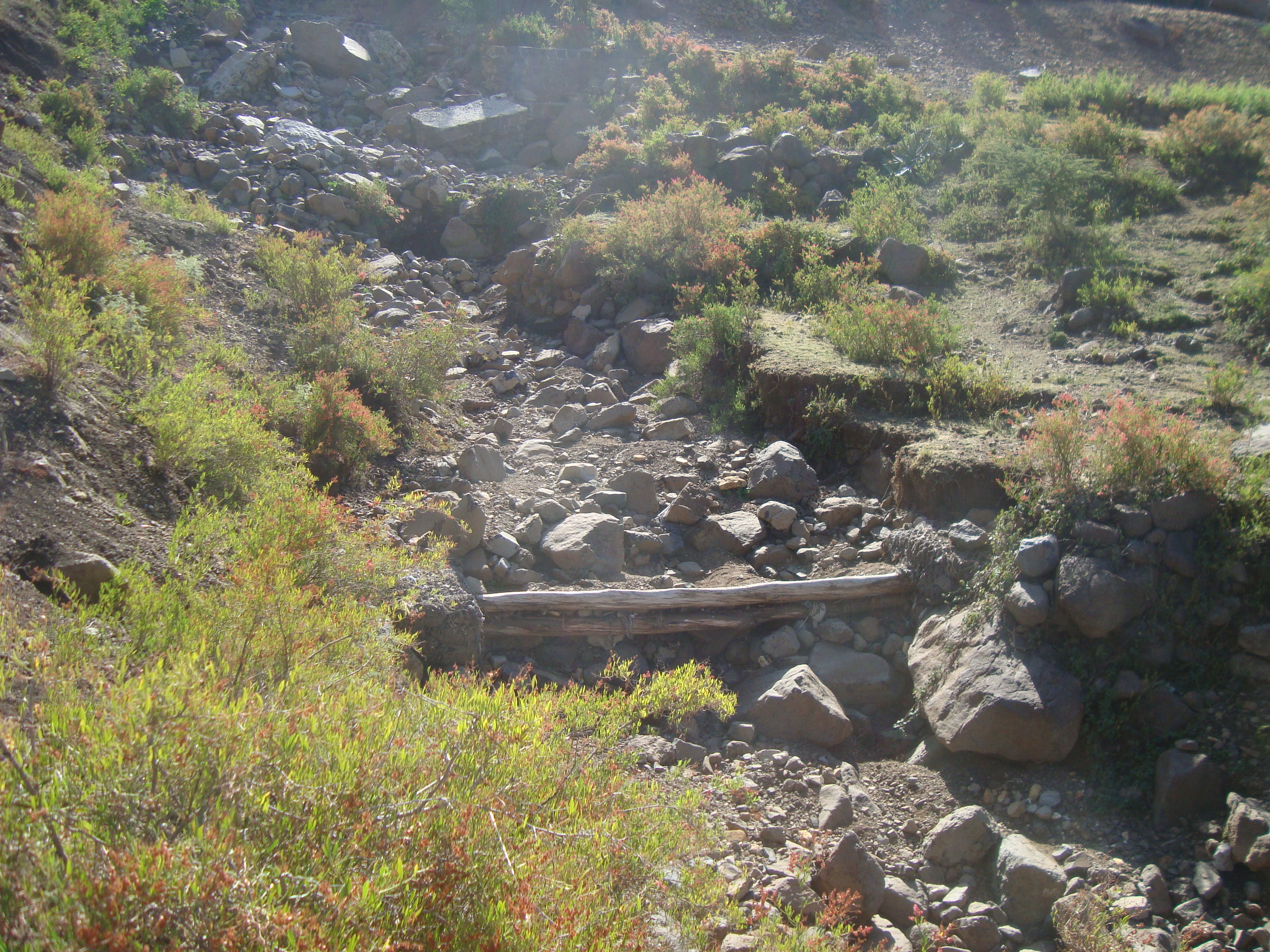
丸太2本を並べて作った簡易な砂防堰堤（エチオピア）

## 流木対策
土石流発生時には土砂だけでなく大量の流木が運搬されることによる被害も発生している。直撃を受けることによる被害のほか、河川内の橋脚に流木が詰まることにより、橋の場所から洪水が発生したり、水圧によって橋げたが落橋する原因にもなることもある。
土石だけでなく流木に対策の重点を置いたダムもある。古くは中央部を金属製で鎧戸状のバットレスダムタイプにしたもので、土石の直撃には弱いが流木をせき止めることを期待して建設される。また、既存のコンクリートダムに鋼材などを付けることで土石だけでなく流木対策を施したものもしられる。土石と流木対策に加えて普段の土砂の流下や水生生物の移動を妨げないスリットダム（透過型堰堤などとも呼ばれる）もある。鋼材や木材を用いた比較的低コストでできるものから、コンクリートで巨大な柱を作り上げる大規模なものもある。

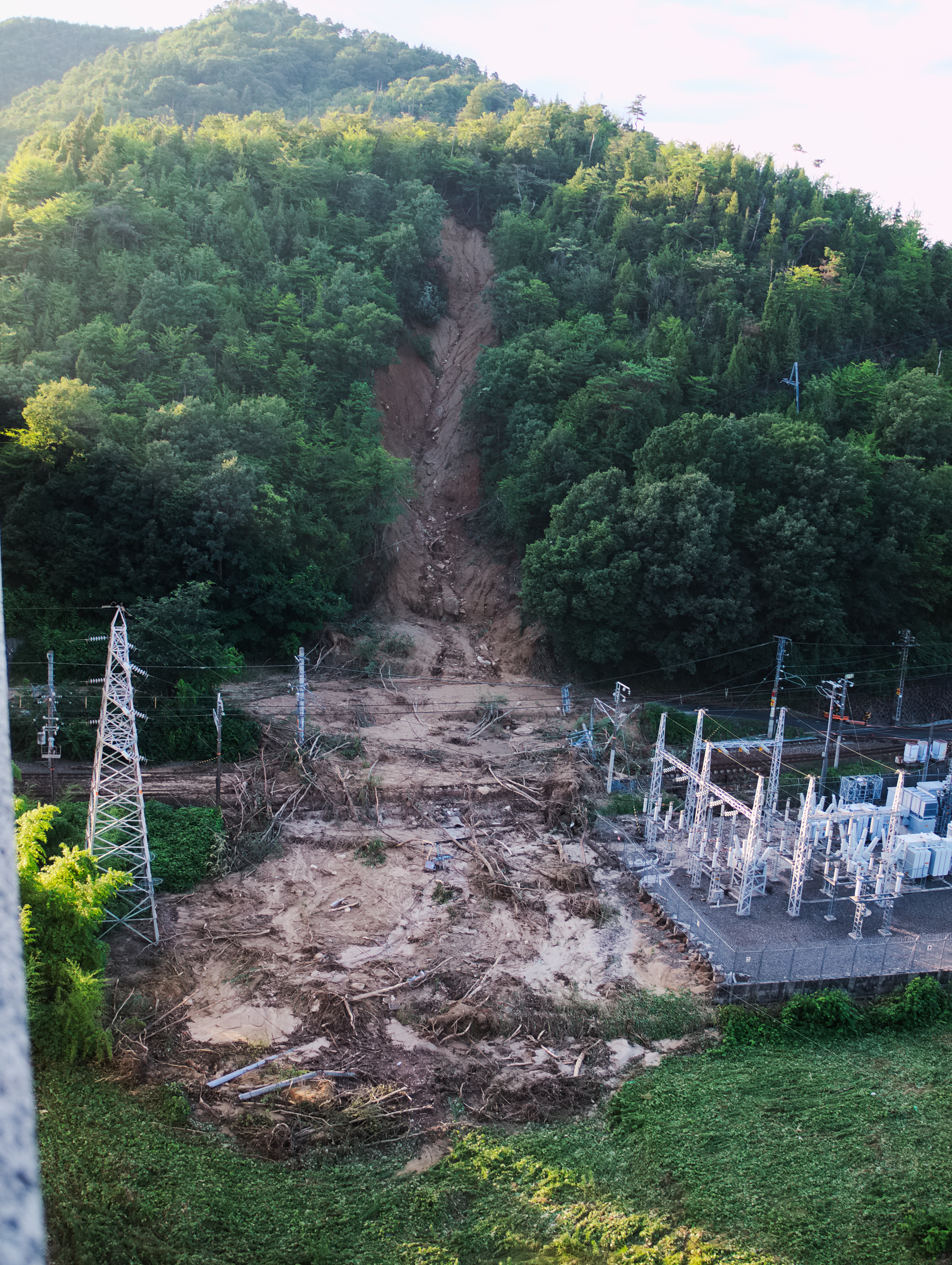
大量の土砂と流木が発生した渓流（広島県）
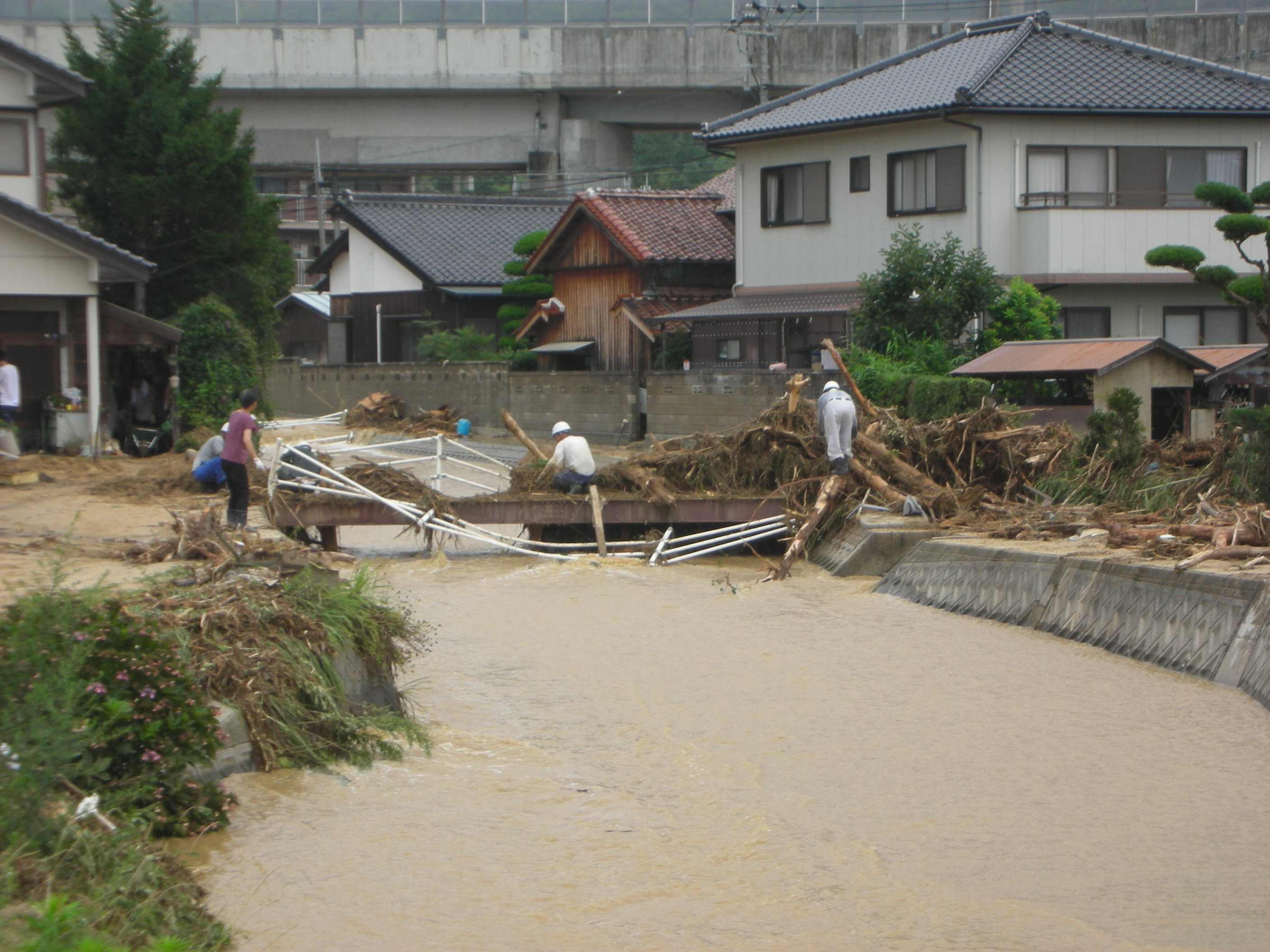
流木が橋脚に詰まり損傷・洪水が発生（日本）
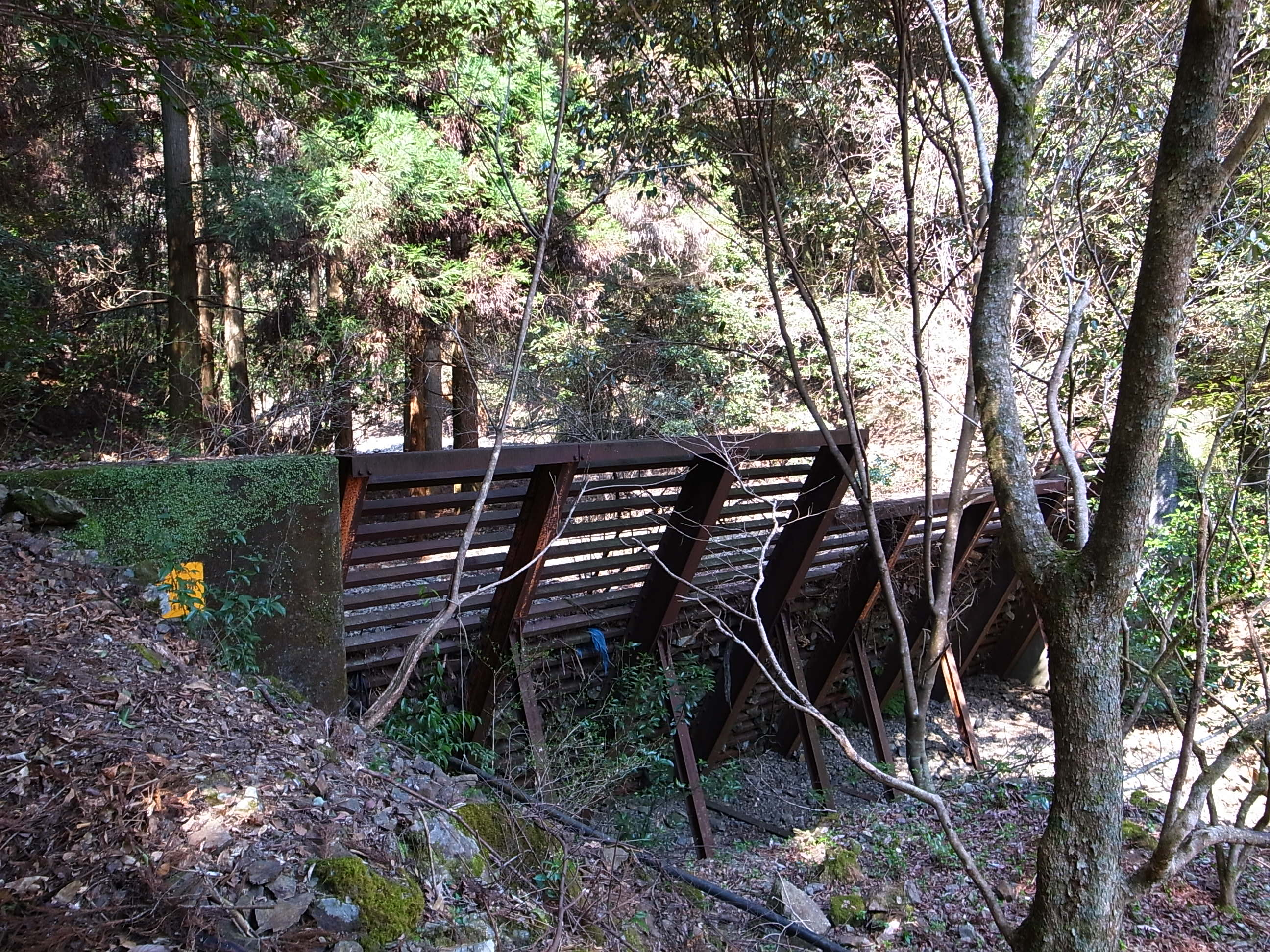
バットレスタイプのダム
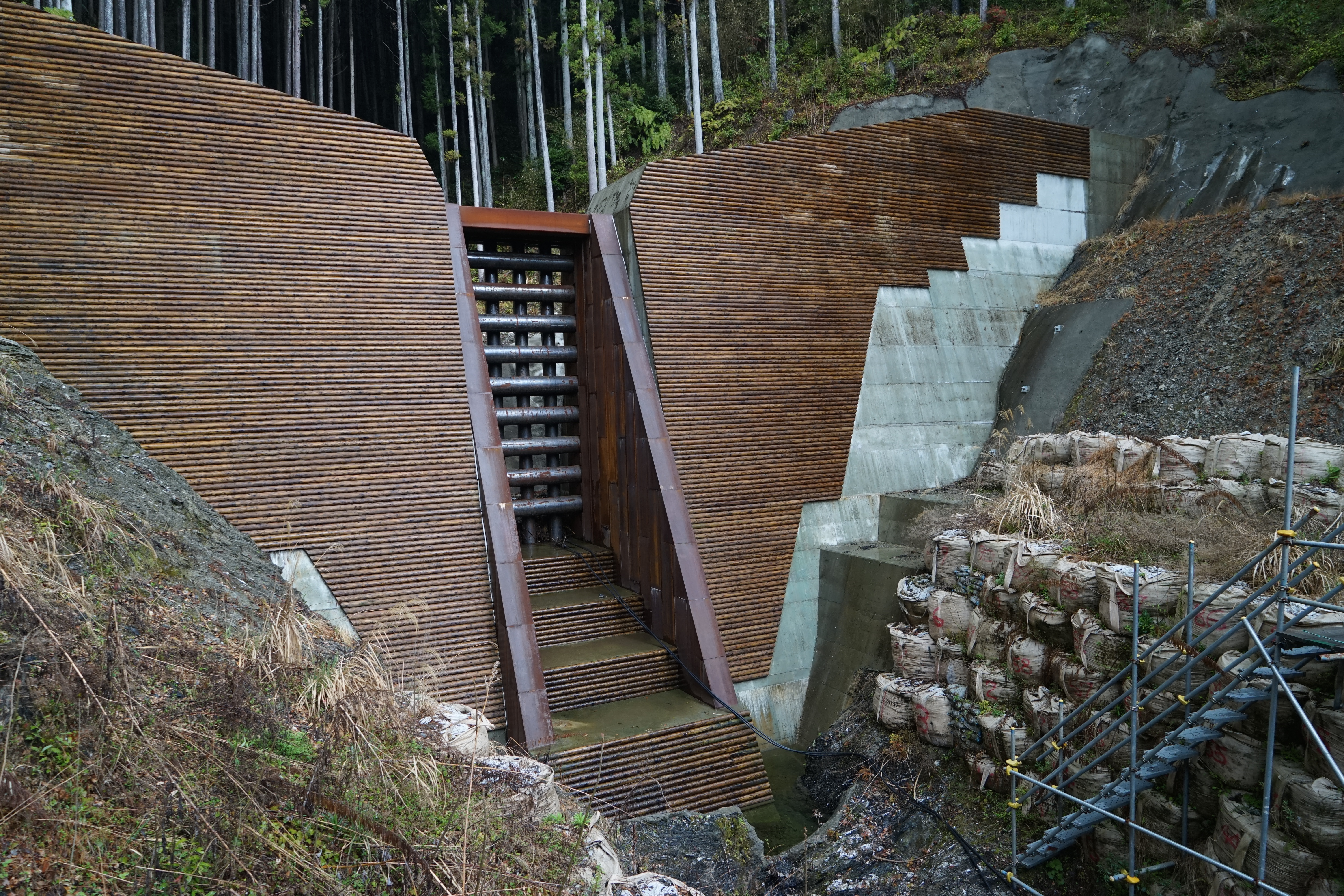
流木対策にもなるスリット型砂防堰堤
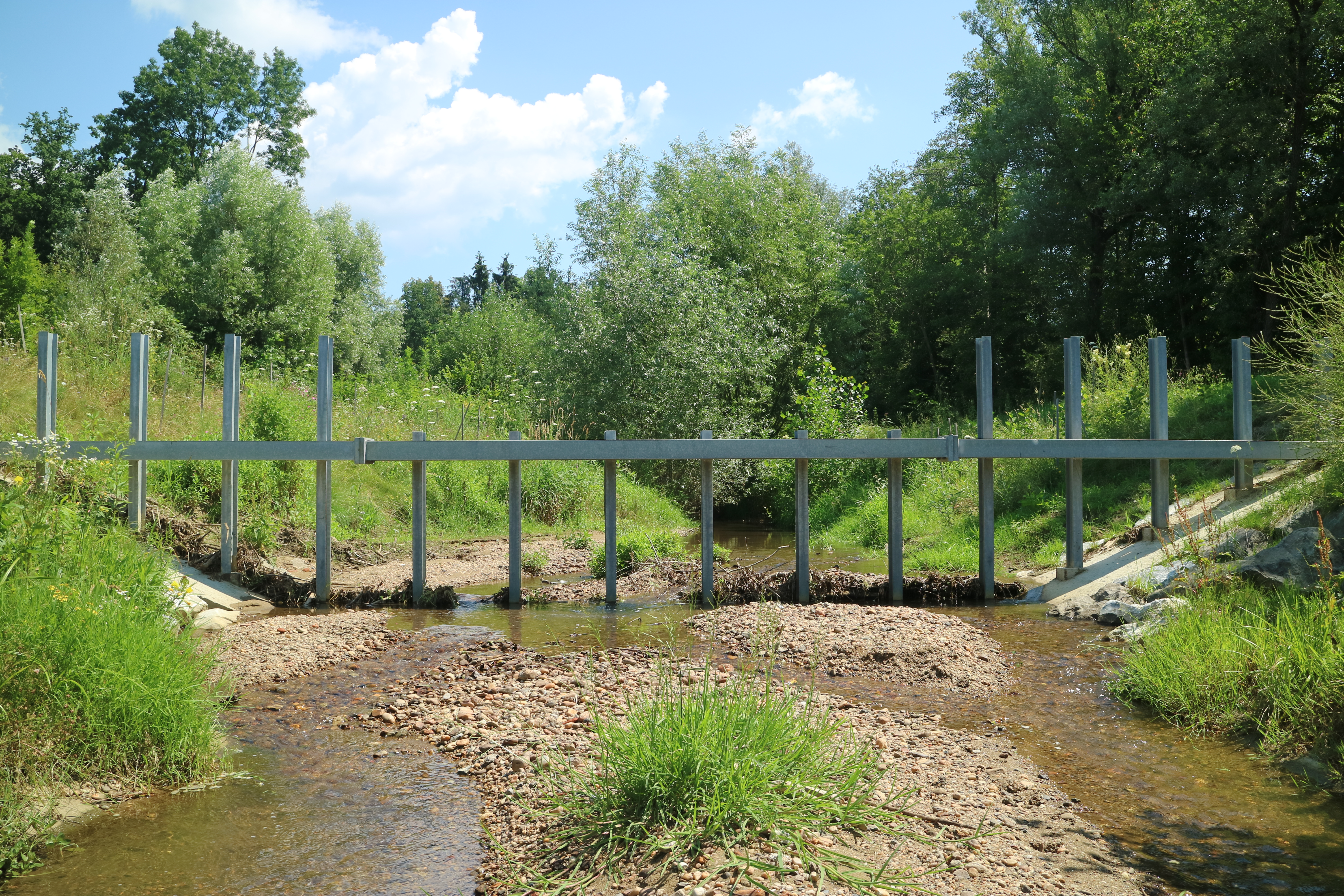
流木対策に重点を置いたとみられる鋼材スリットダム
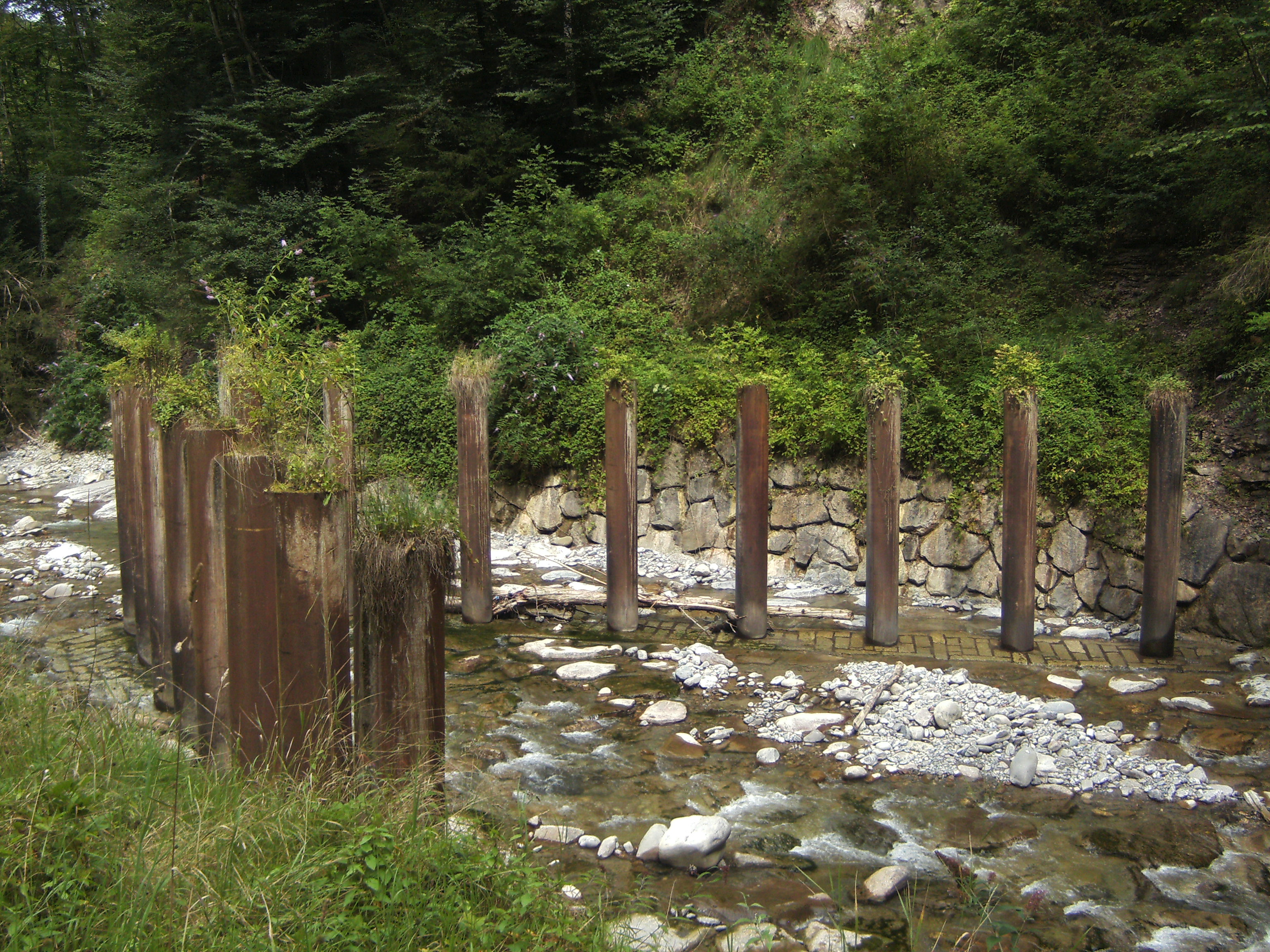
流木対策のスリットダム（スイス）
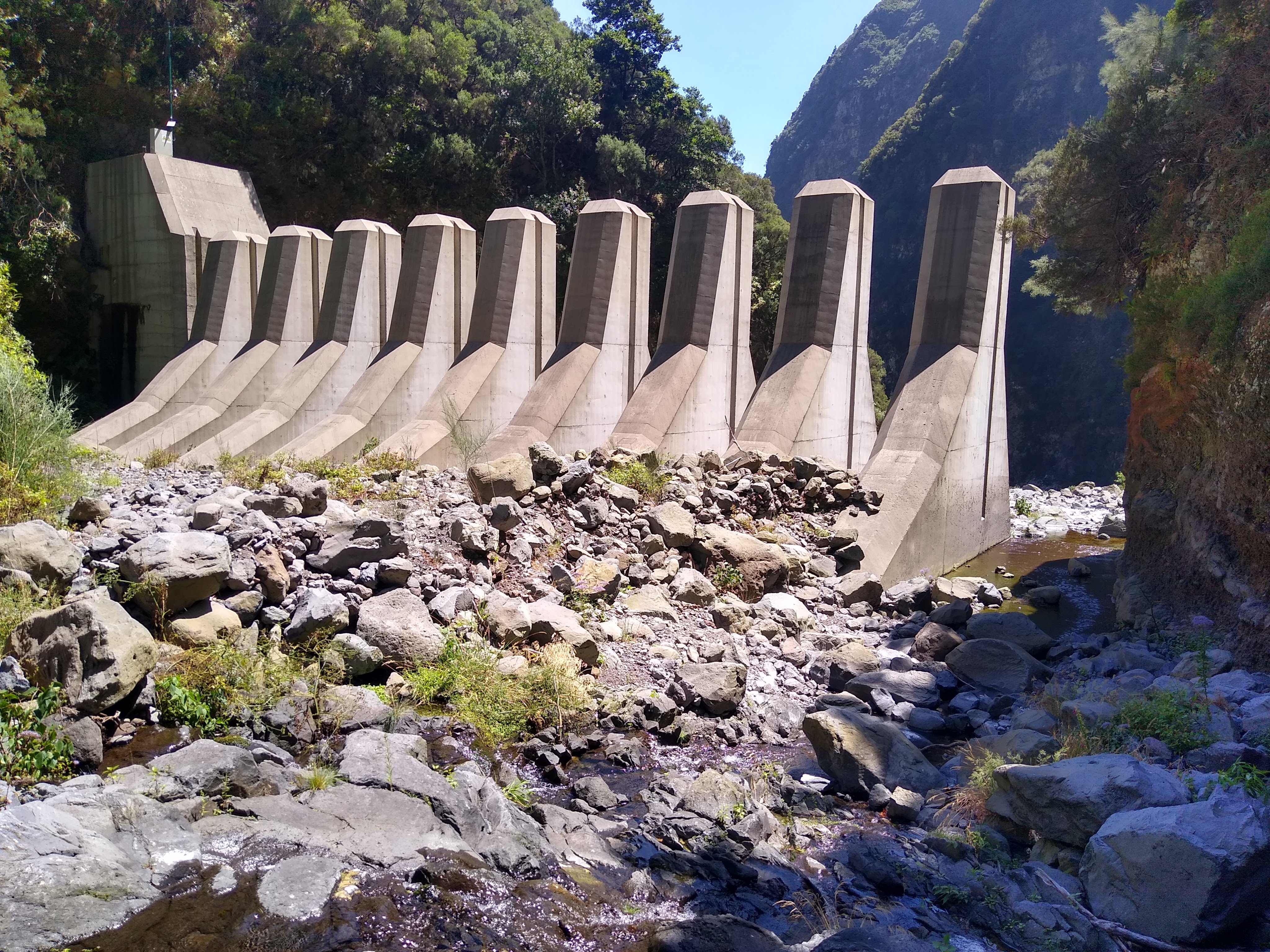
コンクリート柱のスリットダム（ポルトガル）
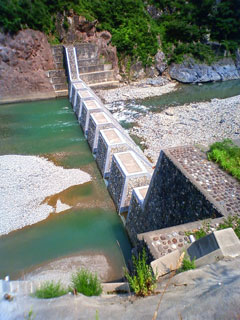
コンクリート柱を持つスリットダム（新潟県）

## 配置
荒廃の激しい渓流は数年から数十年にわたって複数のダムを入れて階段のようにすることが多い。この場合、下流に作られたダムの堆砂敷によって上流のダムを洗堀から守る働きもある。

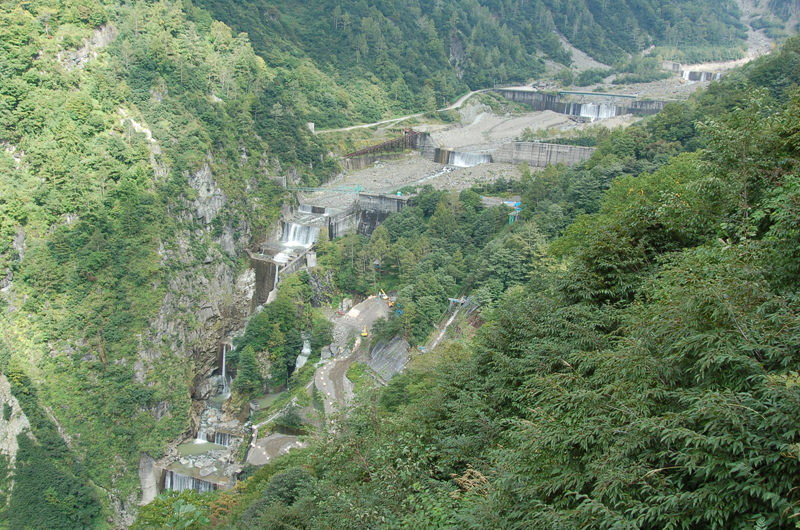
階段状に多数配置された砂防堰堤（富山県立山）
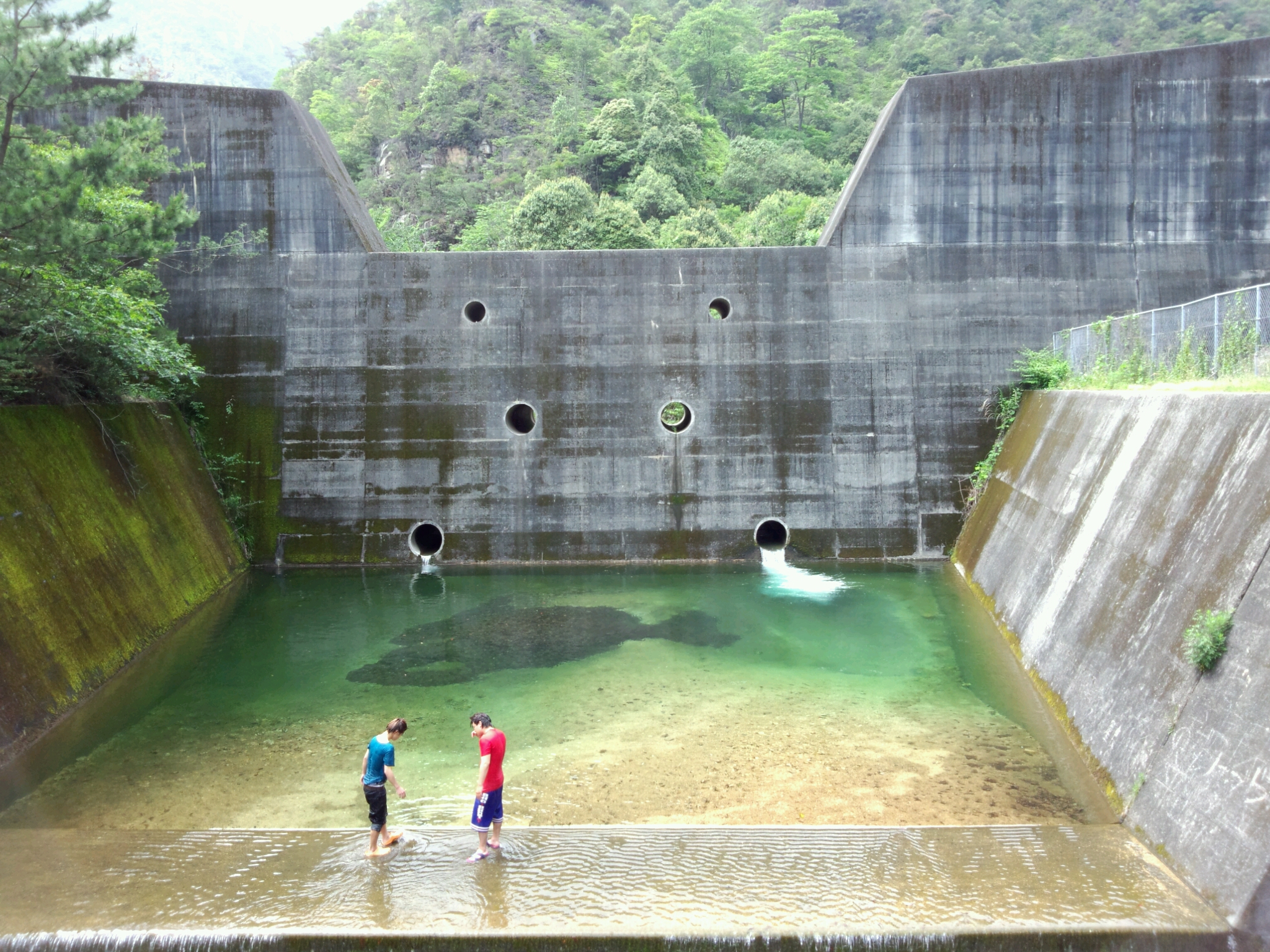
両岸に伸びる側壁と洗堀防止に貯水した大きな水叩きを持つ砂防堰堤

## 砂防堰堤建設までの流れ
以下に日本における一般的な流れを説明する。

### 申請
荒廃した渓流を持つ市町村長が都道府県（民有地の場合。国有地の場合は国）に対して事業の要望書を提出する。都道府県や国では事業を行うほどの荒廃具合かどうか、費用便益比（B/C比）、砂防指定地や保安林への指定に対し、土地の所有者が同意しているかどうかなどで事業への着手を判断する。砂防堰堤はダム周辺を砂防指定地への指定、治山ダムは同じく保安林へ指定することが事業の採択要件になっているが、いずれも土地の利用や樹木の伐採に制限がかかる内容であるために土地の所有者が納得せず、事業に着手できない場合もある。また、土地所有者が多数いる場合は一人でも同意しない場合は事業に着手できない。この時点でダムの位置、規模と予算はある程度決まっていることが多く、必要に応じて資料を用意して役所の工事担当者が土地所有者に説明を行うこともある。

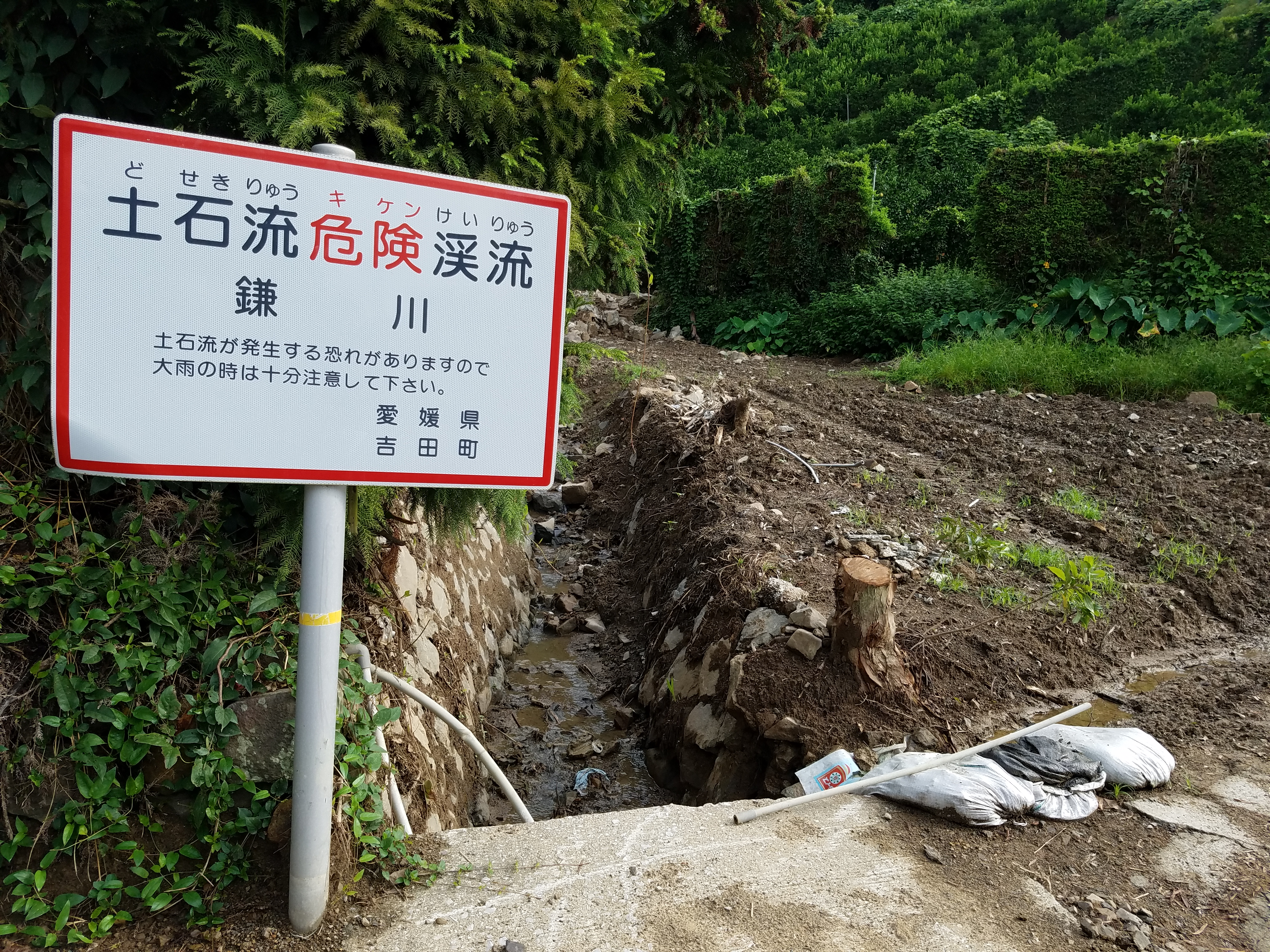
土石流危険渓流の標識（愛媛県）
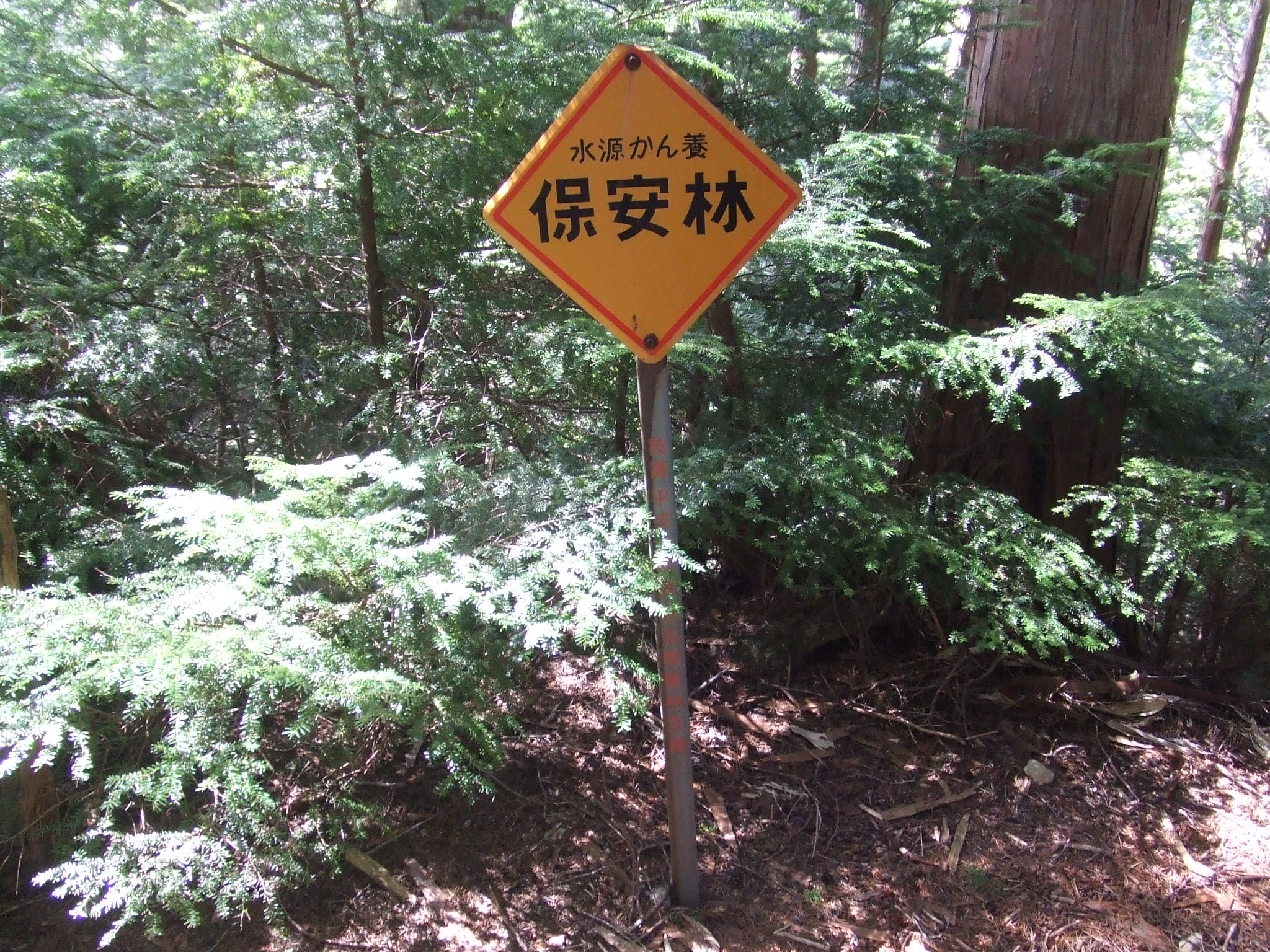
保安林の標識
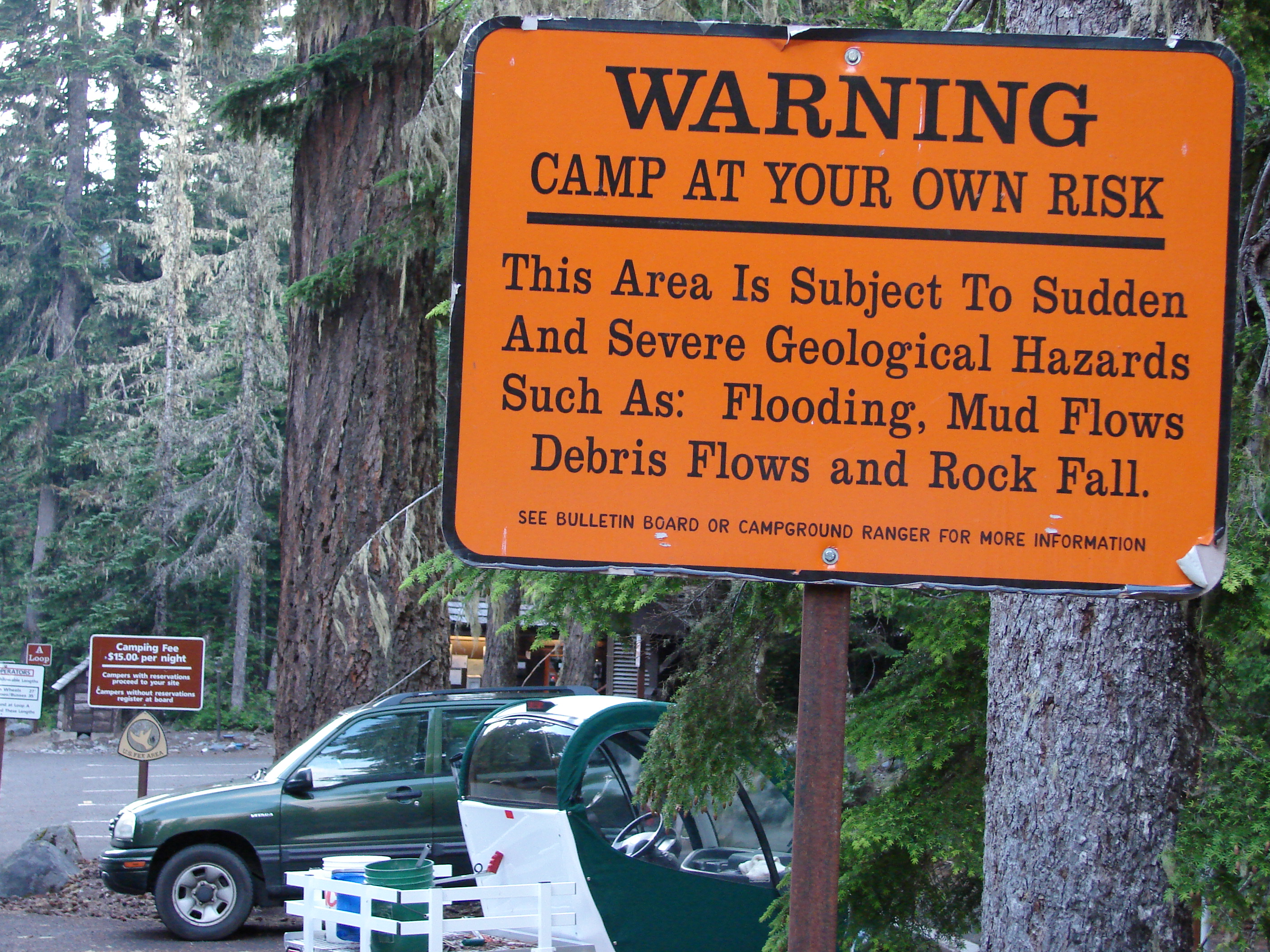
土石流（debris flow）の危険を訴える看板（アメリカ）

### 測量・設計
概要を提示したうえで、詳細な設計はコンサルタントに外注する方式が一般的である。本来は測量設計は都道府県や国といった事業主体がすべきこととされているので、業務委託契約（委任契約）という形で業者と契約することが多い。一般に数か月、ダムを多数配置する場合、地すべり対策が絡む場合は地下水位の長期的な挙動の観測が必要になり、年単位になることもある。設計と並行して学識者を招いてのダム建設予定地周辺での動植物の状況を調べる環境アセスメントも行われる。

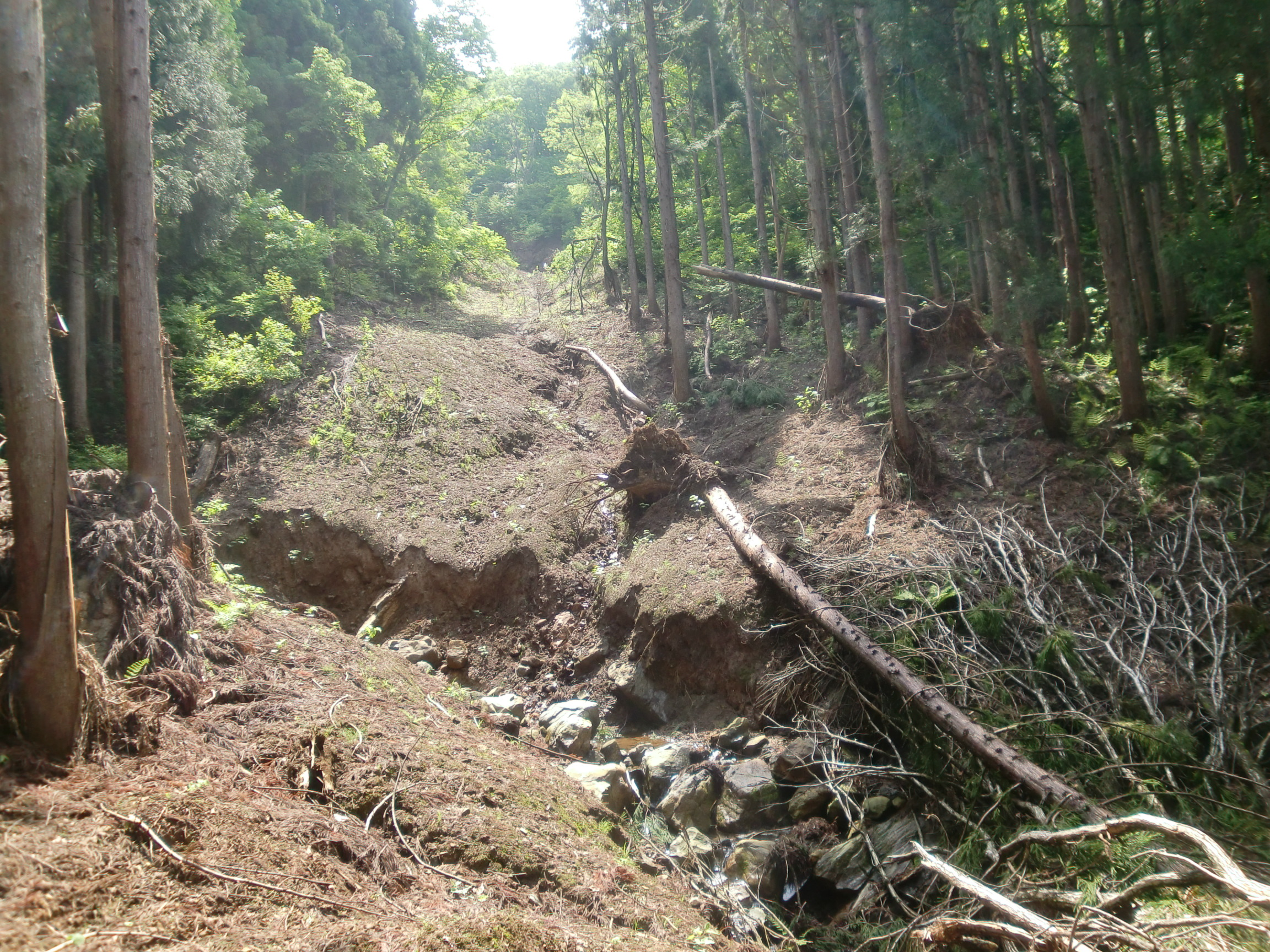
荒廃渓流における調査を行う
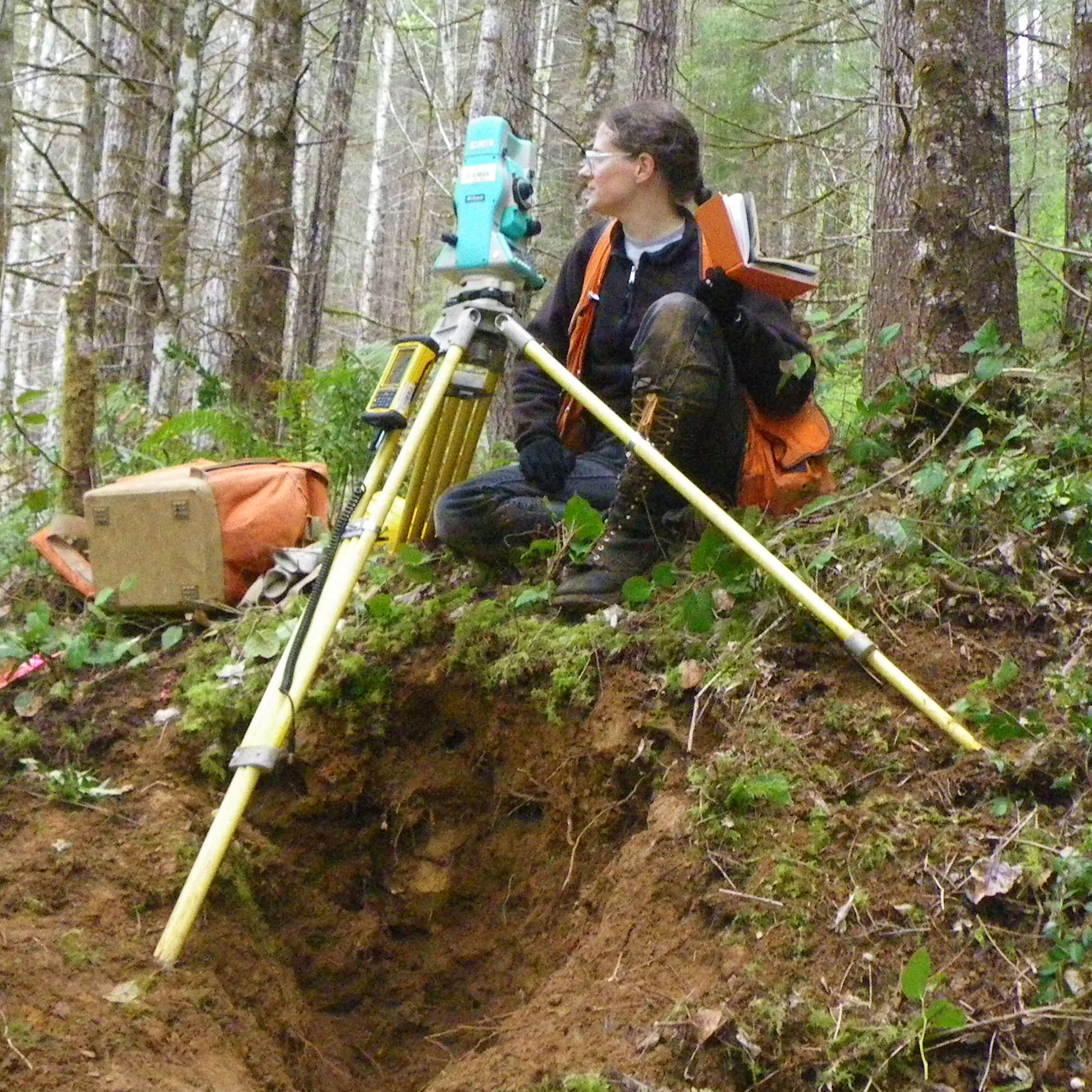
トータルステーションによる測量
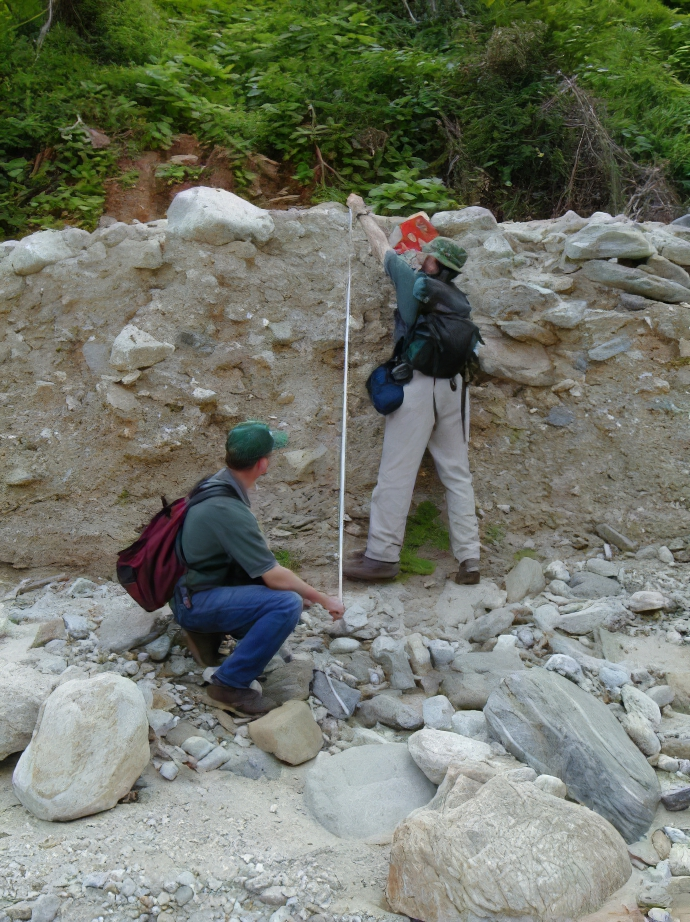
過去の土石流による堆積物。ダム規模の計画の参考になることもある。
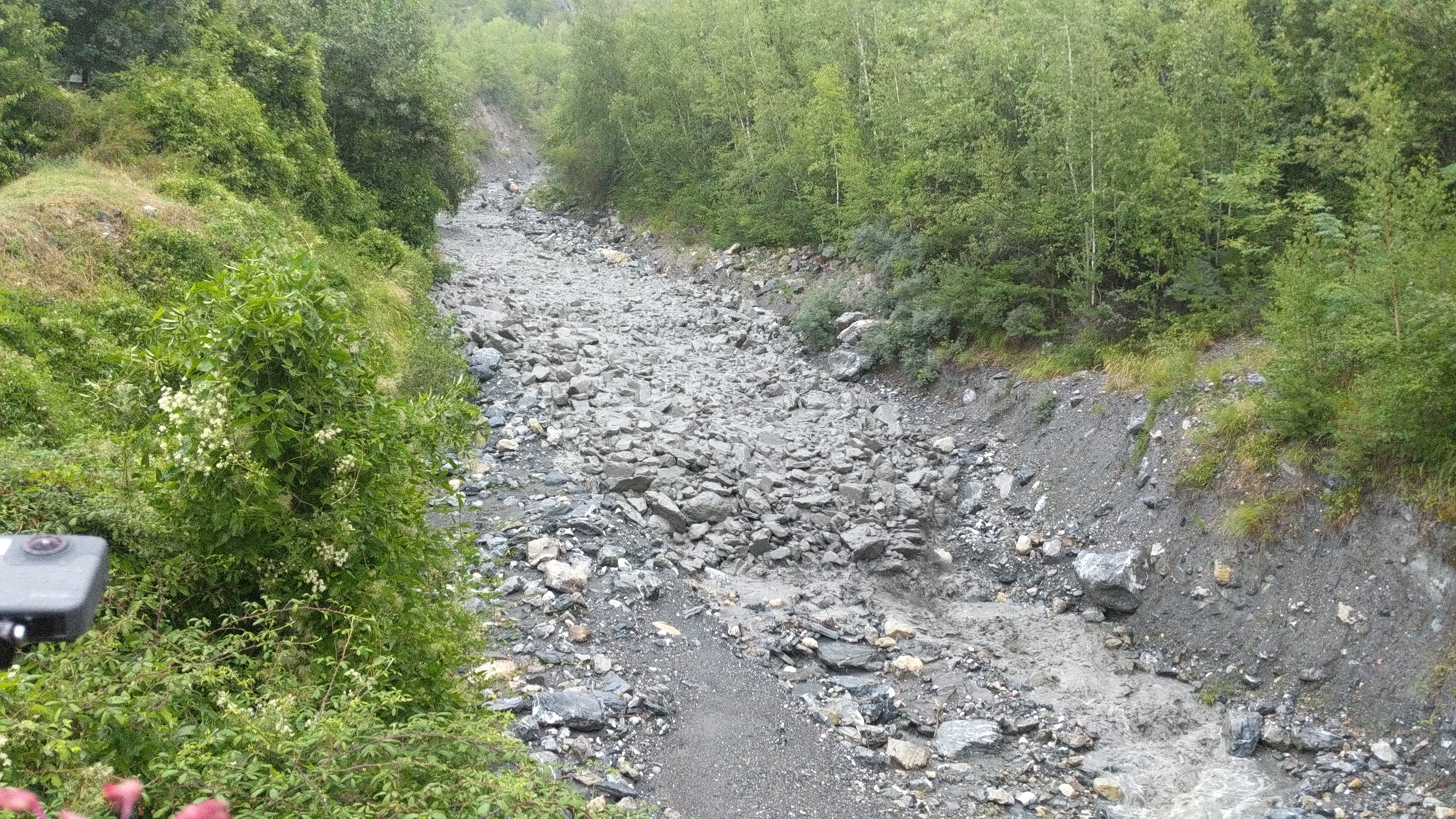
流下幅、転石の大きさなども調査する
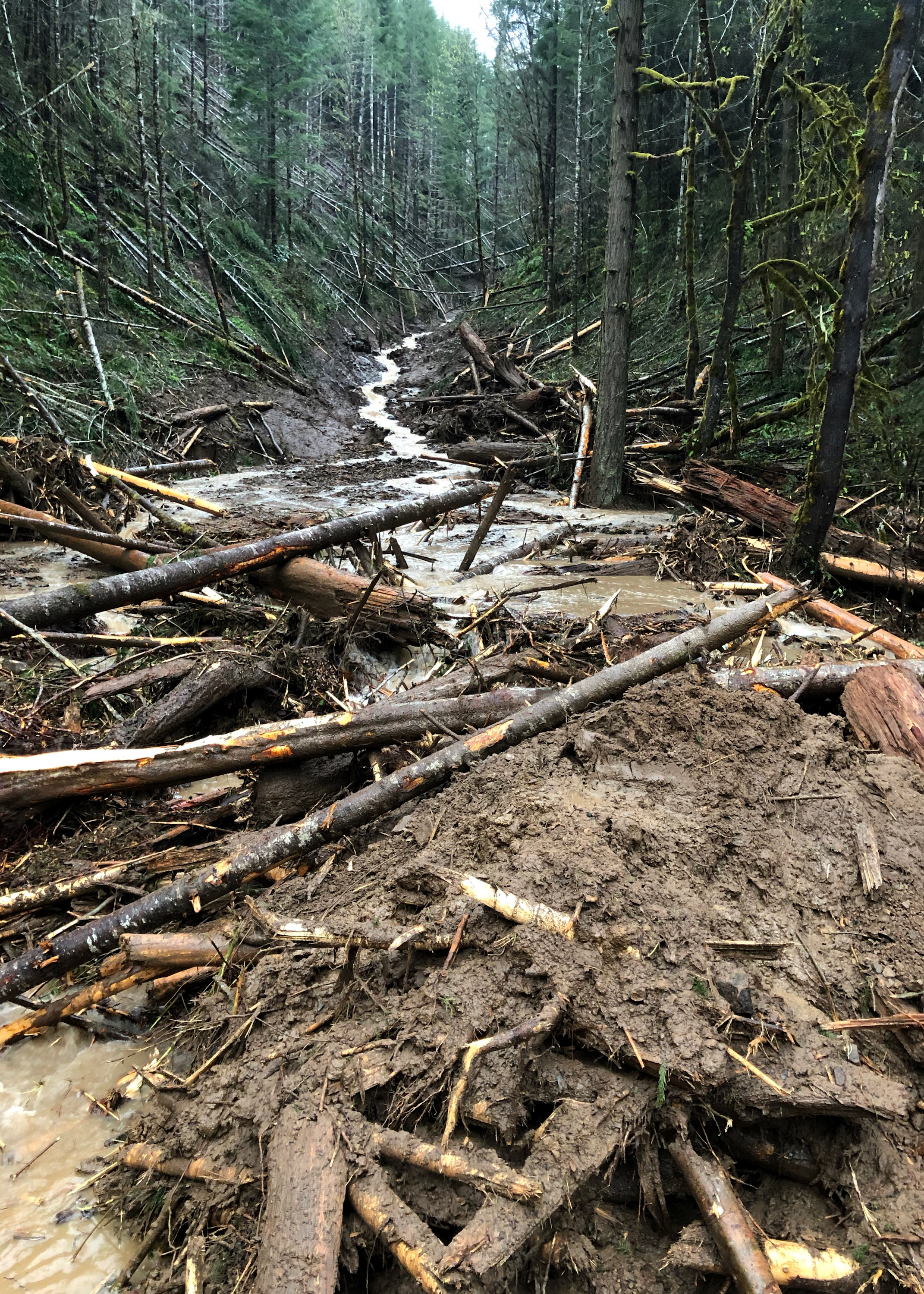
谷沿いに大量の流木が存在し対策が必要な渓流（アメリカ）

### 工事
設計は委託契約だが、工事は請負契約で契約される。飯場や仮設事務所、作業用道路の整備を行った後に、バックホーによるダム堤体部分の床掘から作業に入ることが一般的である。床掘をすることで渓流の河床より低くなることで床掘個所に渓流水が流入してくる。これを防ぐために床掘個所の上流に土嚢を積み渓流水を貯め、パイプにより床掘個所を跨ぐようにして迂回させる簡単な囲い堰を作る。大部分の渓流水はこれで処理できるが、一部が床掘個所に入るので水中ポンプを使って排水することで床掘個所の水没を防ぐ。この作業を「水替」と呼び堤体の水抜き孔の高さまで打設し終わるまで続く作業である。大河川の砂防堰堤や貯水目的のダムでは流路を一時的に付け替えることも行われ、場合によっては山腹に仮設排水トンネルを掘るなど大工事になる。床掘後に水準測量等による地盤高の確認と、載荷試験による地盤強度の確認を行い必要であれば修正や設計変更を行う。
これらの確認の後に多くの施工業者では床掘面を設計値よりさらに数cm深い所まで掘り、捨てコンクリートを打設し終えたところで、再度高さが設計値になるように調整することが多い。捨てコンクリートは型枠を強固に支える役割がある。
型枠は設計された角度と幅で組み立て、セパレーターで補強したうえで、型枠の強度の制限があることから（特に木製の型枠）一回の打設につき1.5m-2m程度の高さでコンクリートを流し込む。打設後数日間は養生硬化させた後に次の打設を繰り返すことでダムが作られていく。材質の項で述べたようにダムは一般に無筋構造物であるが打継目に連結用の挿筋を入れることもある。経年劣化したコンクリートダムを観察すると1.5m-2mごとに打継目が明瞭にわかるものや、内部の鉄筋が錆びてできた茶色い液体が打ち継ぎ目面から漏れていることがある。
打継目は水平方向だけでなく鉛直方向にも適宜入れることがあり、鉛直打継目などと呼ばれる。これはダムの重量による地盤の沈下量・沈下速度が異なる場所（不等沈下）の場所での堤体への亀裂の発生を予防するためのもので、概ね堤長を10m-15m毎に分割するように設けられる。鉛直打継目の連結は鉄筋ではなく、凹凸とアスファルト等の接着剤によることが一般的である。水平、鉛直に関わらず打継目の数が増えると打設から養生までの回数が増えることで工期と費用に影響する。
コンクリートはセメント、水と砂利の混合物であるために、打設個所の上から流し込むよりも下から圧送したほうが、原料がよく混ざり品質が高くなるといわれている。また、作業道から遠い部分にも打設する必要がある。このため一般的にはコンクリートを運搬するミキサー車（アジテーター車）と型枠まで高圧で送り出す圧送車（ポンプ車）の2種類を作業現場近くまで持ち込み打設する。車両が現場近くまで乗り入れできない現場では、長大な圧送管を設置したり、仮設のモノレールや索道に載せ替えて現場に運ぶこともある。また、生コンクリートは原料を混ぜ始めてから使い切るまでに時間制限があるために、生コン工場から遠い現場では現場にコンクリート製造設備を設置することもある。打設後はバイブレーターによる気泡除去、最上部の不純物（レイタンス）の除去を行って品質を高め、必要に応じて挿筋を設置し適当な温度と湿度で養生する。
堤体の打設が終了すると型枠を外しセパレーターがあった部分にできる孔にはモルタルを詰めて孔を埋める。景観に配慮や国産木材の積極的な使用を目的として、木製残存型枠を使う場合もあり、この場合は型枠は外さない。型枠撤去後に設計された値まで土砂で埋め戻しを行う。水通し下流部は流水で極めて洗堀されやすいために、埋め戻し時にコンクリートを敷いたり蛇篭を設置したりすることが多い。その後側壁や袖隠しを建設し、周辺法面の緑化工等を行って完成となる。完成後の施設は発注者である都道府県や国の完成検査を経て発注者に引き渡される。

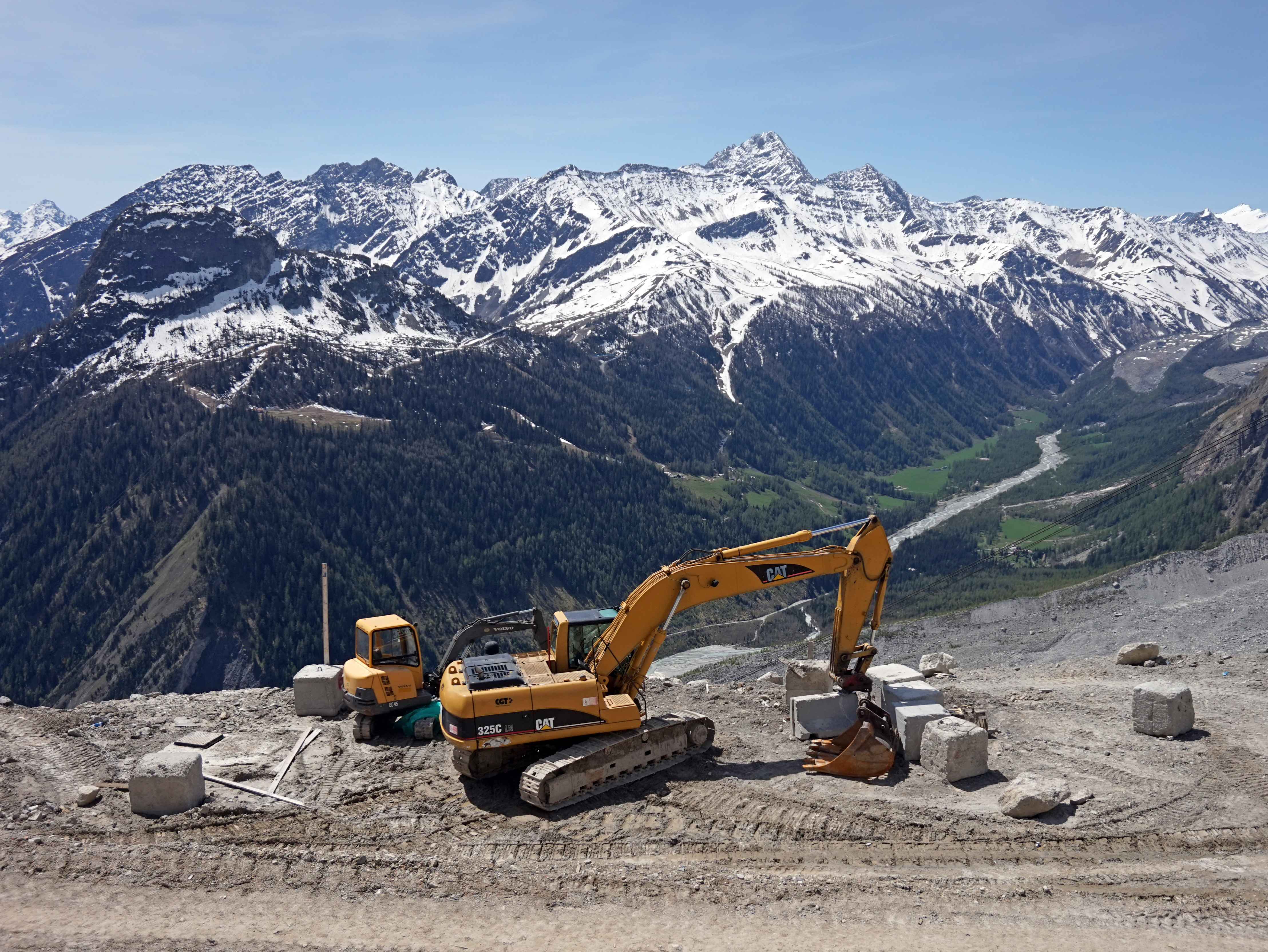
ダムの土工での主役となるバックホー（英:exvavator）
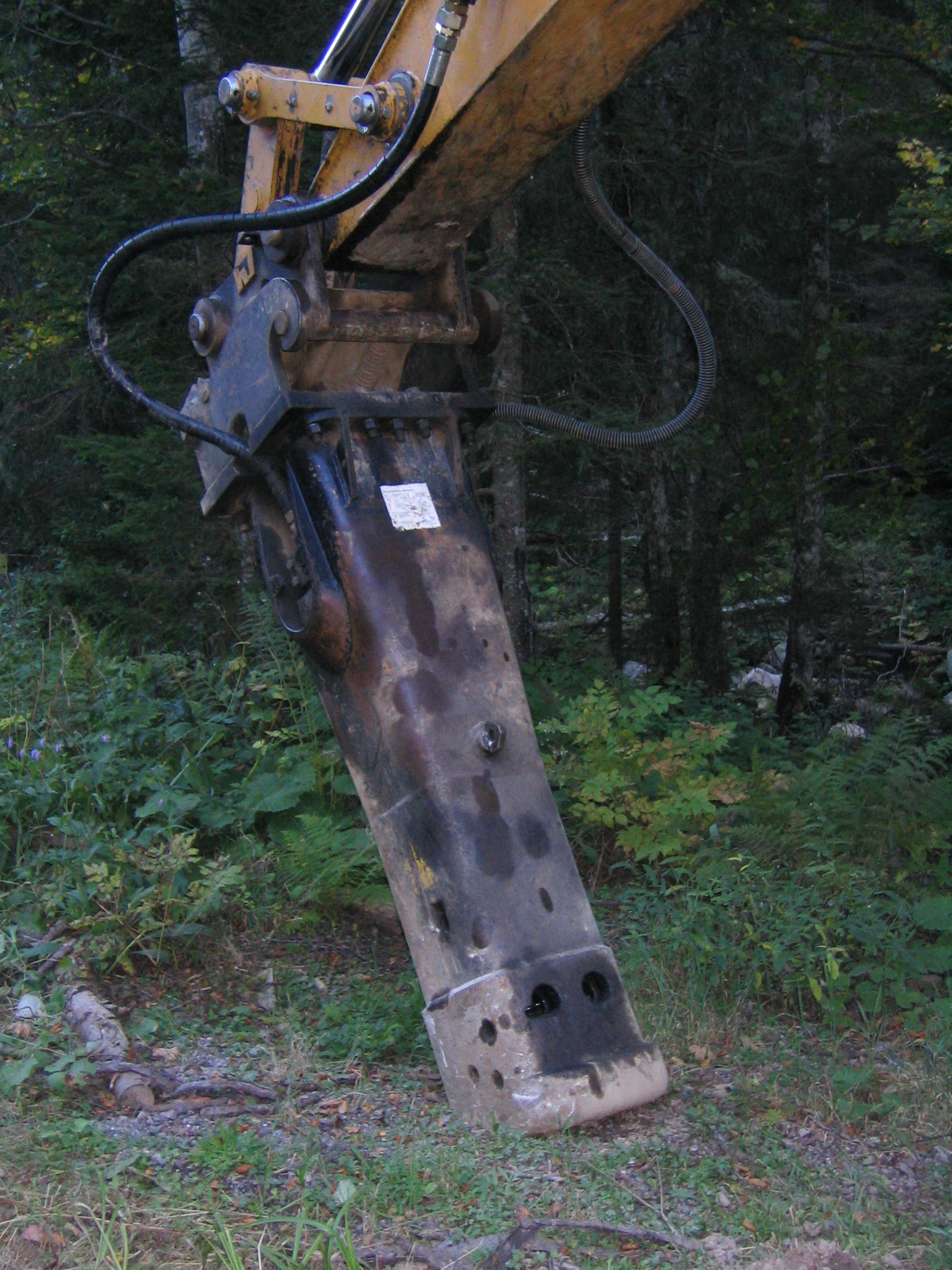
硬い岩盤が出た場合にバックホーに付ける砕石ブレーカー
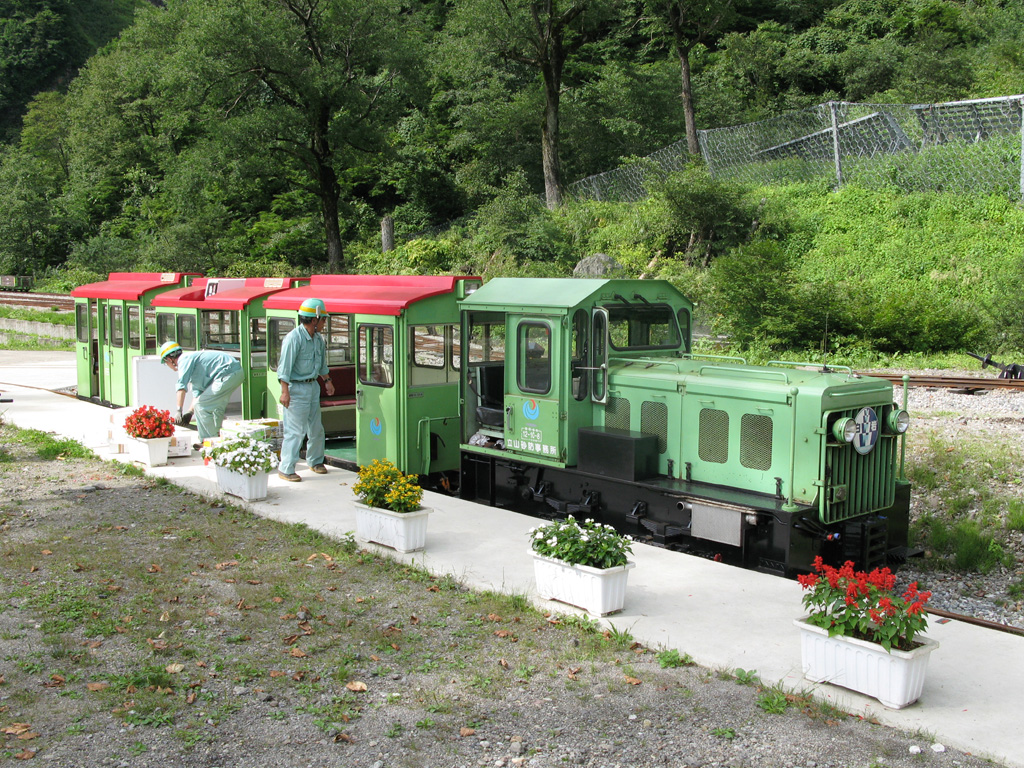
建設資材の運搬に使われる国土交通省立山砂防工事専用軌道（富山県）
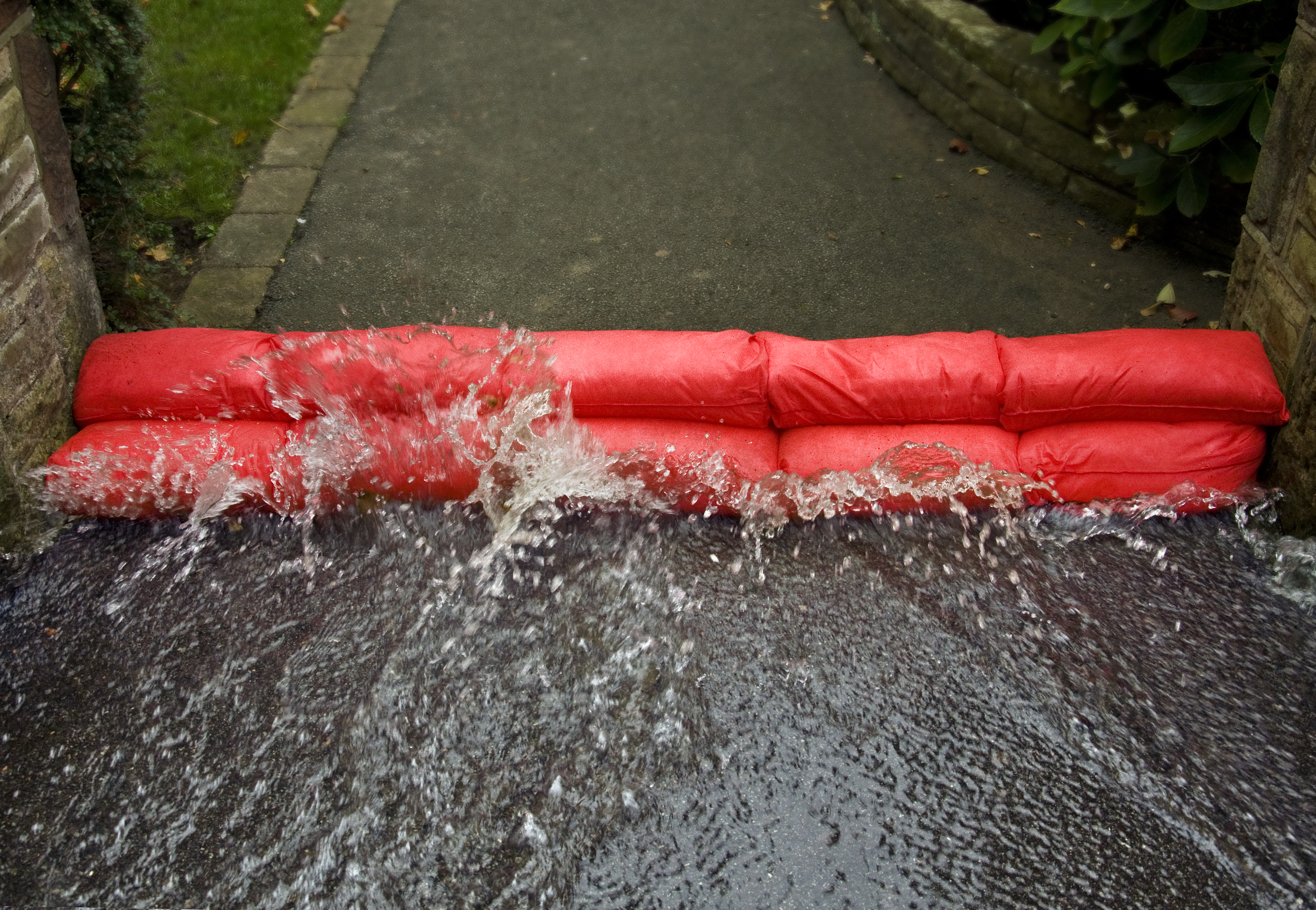
参考：土嚢による防水で床掘面への水の侵入を防ぐ
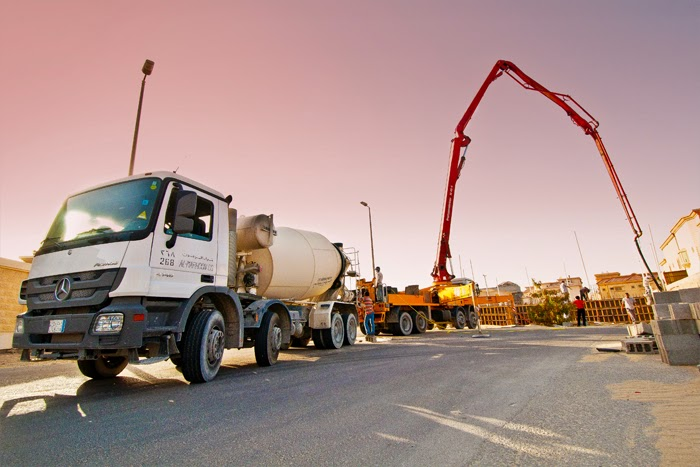
参考：ミキサー車と圧送車を並べてコンクリートを打設する
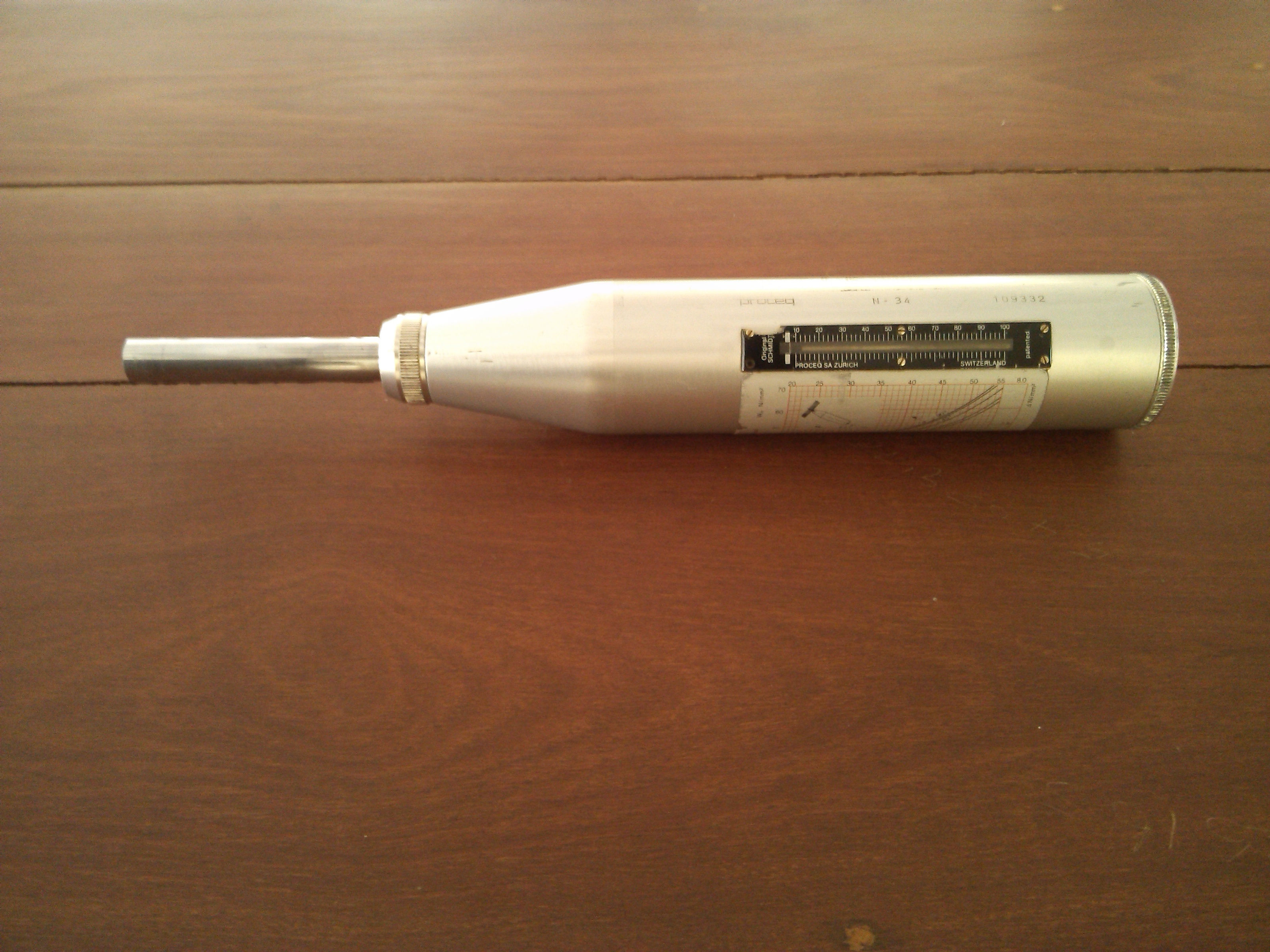
コンクリート強度を測るシュミットハンマー
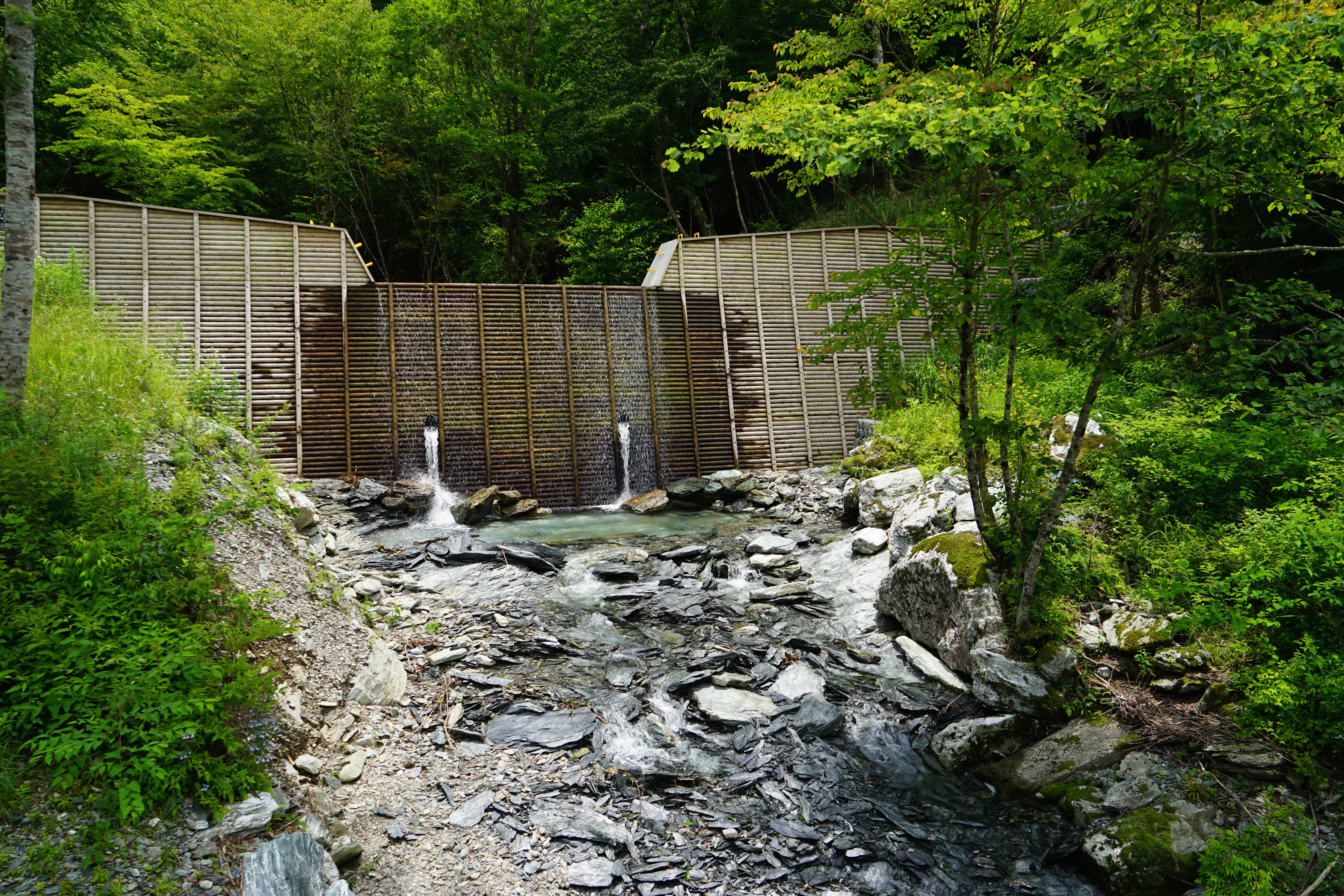
木製残存型枠を採用する砂防堰堤

## 破損とメンテナンス
砂防堰堤で致命的な破損は下部の洗堀、もしくはダムの袖を埋め込んでいる両岸斜面の洗堀や崩壊により貯砂を無制御状態で下流に流してしまうことで、いわゆる「底抜け」や「袖抜け」と呼ばれる。甚だ激しい場合は決壊につながり、ダムが貯めていた土砂が一気に下流へ流れ出すことになる。近年では2018年に広島県坂町小屋浦で砂防堰堤の決壊事故が発生し死傷者が出ている。
底抜けや袖抜けを起こさないようにダムの底部や両岸の根入れには十分を行う。また、下流側に本堤より低い副堤を設けることで流水の浸食能力を減衰したり、下流側に蛇篭の埋め込みやコンクリート三面張りの水路にして浸食と洗堀を防止する場合もある。袖部に関しては「袖隠し」や水通し下流部に「側壁」と呼ばれる護岸パーツを付けることで極力端部が露出しないようにしている。コンクリートダムにおける亀裂（特に漏水を伴うものは危険度が高い）や鋼製枠ダムにおける鋼材の破断による中詰材の流出もダムの強度を大きく下げかねない重大な破損である。
渓流では土砂がたまりダムの貯砂可能容量はやがて減少する。貯砂可能容量が減少した状態で土石流が発生した場合、下流に被害が及ぶ可能性があるので、容量を回復させるために浚渫する場合がある。ただし、満砂状態になることによって上流側の勾配が緩和されダムの機能を果たしているとして浚渫を行わない場合も多々ある。特に治山ダムでは河床勾配が緩和されて保安林の健全な生育環境になっているとして、逆に勾配を増加させることになる浚渫はほとんど行われない。スリット式ダムでは水生生物の移動等に重点を置いた場合、堆積物を適宜取り除きダムを挟んで大きな高低差が無いようにすることが求められる。
このほかの破損としては、土石の流下による水通し部の摩耗や袖部の欠損、打継目からの漏水、鋼製の場合は鋼材の錆び、石積の場合は石の抜け落ちなどがある。個別に補修されることもあるほか、損傷が甚だひどい場合はそのダムを放棄し、すぐ下流側に新しいダムを作ることで、損傷が大きなダムを新しいダムの堆砂敷に埋没させるという更新方法もよく行われる。

## ダム建設による影響
他のダム同様、土砂が砂防堰堤によって止められることで下流に土砂が流れなくなり、海岸線の後退や河床低下が起きるとされる。また、川砂や海砂の供給もストップする（堆砂を浚渫して用いることが可能である）。
また、魚の遡上が阻害されるため、一部では魚道が設けられる。

## 日本における砂防堰堤の歴史

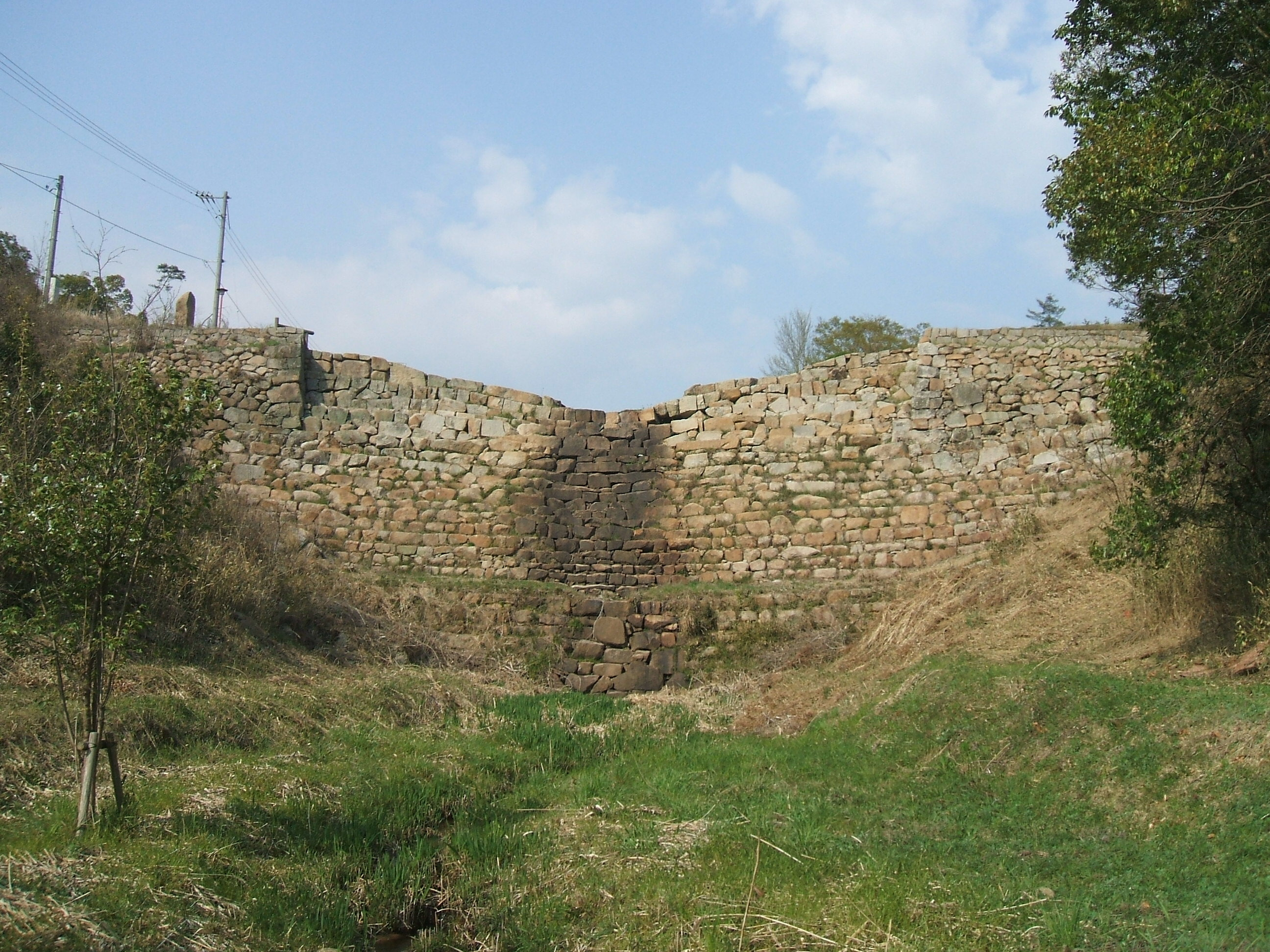
第六堂々川砂留（最上流に位置する）

日本における砂防堰堤の始まりは定かではないが、広島県福山市には1700年から1800年にかけて多くの石積式砂防堰堤（砂留）が建設されている。
1873年（明治6年）には、お雇い外国人であるヨハニス・デ・レーケが来日。現在の砂防堰堤の基礎となる思想や工事の体系を構築した。その後、フランスからの技術導入（階段工など）や留学を終えた日本人技術者達により現在の砂防事業の体系が確立された。1897年（明治30年）には砂防法が成立し、現代に至る近代砂防事業の始祖となる。
砂防法成立時、事業主体については2都道府県以上にまたがる砂防事業は国の直轄事業として、1都道府県内は各都道府県の事業として行うとされ、これが現在まで継続している。
ただしこれには例外もあり、大規模災害に伴う砂防堰堤の整備は1都道府県内の事業であっても国直轄により行われることも多い。例えば立山（富山県）における砂防堰堤整備事業は現在国の直轄事業となっている。これは、飛越地震により発生した鳶山崩れに伴う立山カルデラの土砂流出対策事業として、当初は富山県が1906年（明治39年）から国庫補助を受けて白岩砂防堰堤より上流の砂防工事に着手したものの、度重なる破壊と莫大な費用がかかり、1926年（大正15年）に特例事業として国直轄の事業に変更となったものである。また、1999年（平成11年）以降行われている雲仙普賢岳（長崎県）の火砕流に対応するための砂防堰堤の整備も国直轄により行われている。
1996年に設けられた文化財登録制度では、登録有形文化財として200近い砂防堰堤が登録され、治山治水種別の大半を占める。

### 日本における代表的な砂防堰堤

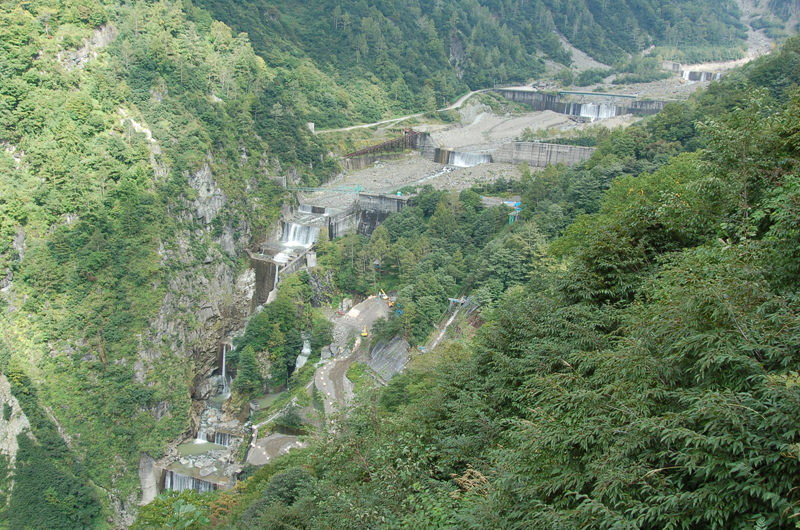
白岩堰堤（富山県富山市・立山町）

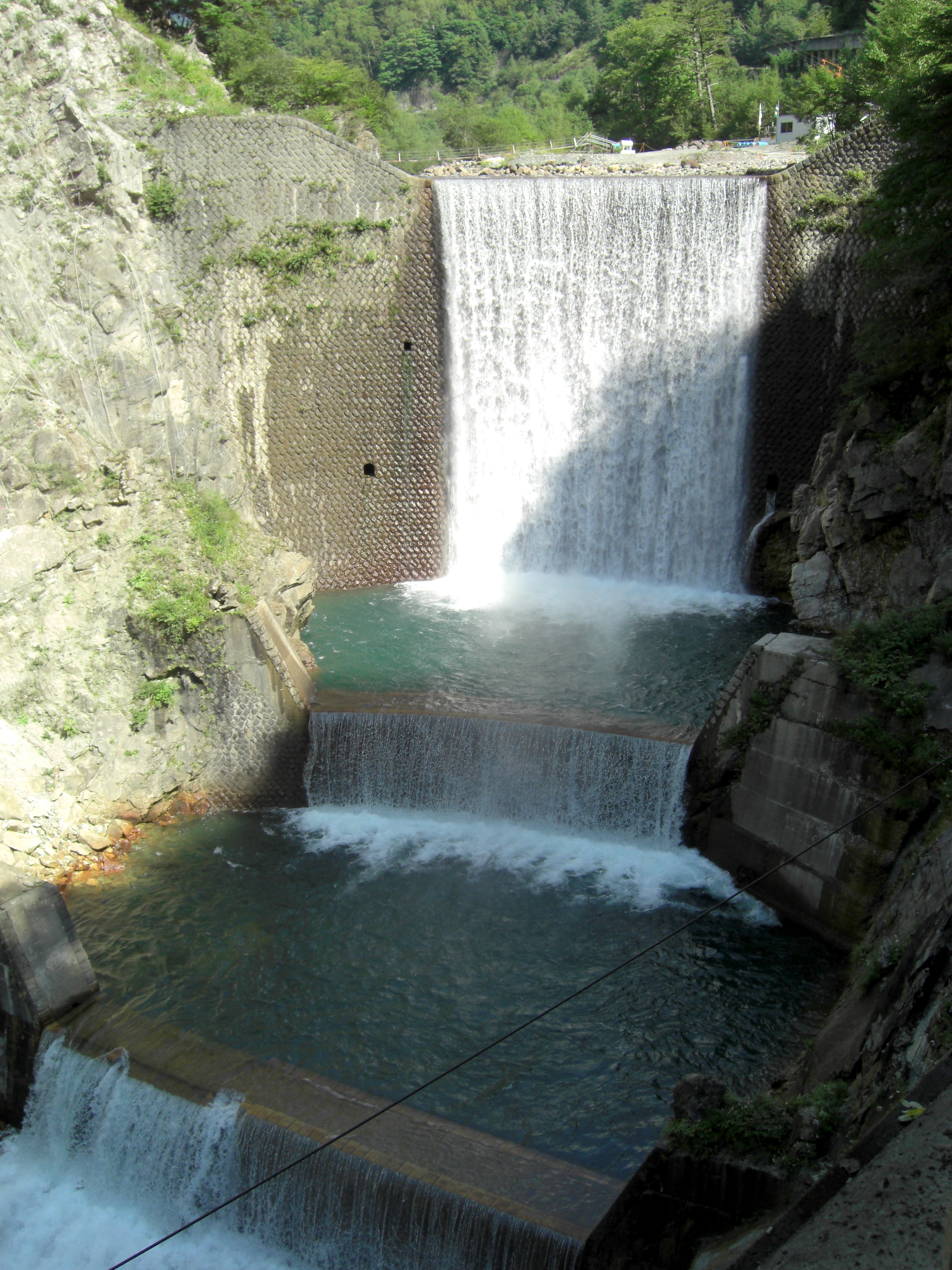
釜ヶ渕堰堤（長野県松本市）

- 本宮砂防堰堤（国の指定重要文化財[1]）：常願寺川上流の有峰（現・富山地方鉄道立山線の有峰口駅近く）に1937年（昭和12年）完成。長さ107m、高さ22m、貯砂量500万立方メートルの堰堤で、日本一の貯砂量を誇る。
- 白岩堰堤（国の指定重要文化財）：1939年（昭和14年）、常願寺川上流湯川谷に10年の歳月をかけ完成。7基の副ダムの複合体としての砂防堰堤。高さ63m、落差108mの規模は、ともに日本一の高さを誇っている。2009年6月30日には、本堰堤、副堰堤、床固（第二副堰堤）および方格枠が「白岩堰堤砂防施設」として、国の重要文化財に指定された。砂防施設では初の重文指定となる。

立山カルデラの砂防事業だけでこの2つの日本一の砂防堰堤を有している。
- 釜ヶ渕堰堤（国の登録有形文化財）：戦時中の1944年（昭和19年）に8年を費やして完成。1915年（大正4年）の焼岳噴火で大正池を形成した土石の流出を防ぎ、上高地の景観と梓川流域保全を目的とする。